# ウルトラマンネクサス
『ウルトラマンネクサス』は、2004年（平成16年）10月2日から2005年（平成17年）6月25日まで、中部日本放送・TBS系列にて毎週土曜日7:30 - 8:00に全37話が放映された、円谷プロダクション制作の特撮テレビドラマ作品、および作中に登場する巨大変身ヒーローの名称。

## 概要
『ウルトラマンコスモス』終了後から2年ぶりに放送開始されたテレビシリーズ。児童層を意識した前作から対象年齢層を上げることが目標とされ、完全な連続ドラマ方式のドラマ展開で、大河ドラマ形式のシリーズ構成やウルトラマンの変身者が複数登場するなど、シリーズ初の設定が多く盛り込まれた。代理店は『ウルトラマンコスモス』までのJR東日本企画から電通が代わりに立ち、番組製作局は『ウルトラマンティガ』から『コスモス』までのMBSから円谷プロでは初めてとなるCBCに替わり、シリーズでは初めて午前に本放送された。

### 特徴
ウルトラマンの概念を一新する「ULTRA N PROJECT」の1つとして制作されたテレビシリーズで、中心となったスタッフ陣、放送局と代理店は映画『ULTRAMAN』と共通しており、世界観も『ULTRAMAN』の5年後という設定であることが中盤で明かされた。また、雑誌記事などで展開した『ウルトラマンノア』も世界観が共通であることが終盤で明示された。
作中世界では「ウルトラマンに変身できる人間＝デュナミスト（適能者）」が複数登場し、彼らの代替わりが描写された。タイトルの「ネクサス（絆）」とは、ウルトラマンの力が次代へ伝えられることを意味する。
主人公は地球を守る防衛チームに所属しているが、最終回でデュナミストになるまでは特殊能力を持たない普通の人間である。一方、デュナミストは2人目まで防衛チームに所属していない代わりに武器として使えるアイテムが与えられており、変身前の戦闘描写も多い。本作品以前の各作品では防衛チームがウルトラマンの力を借りないと怪獣を倒せないことが多かったが、本作品では防衛チームのみで怪獣を撃破する描写も多く見られ、本作品以降もその描写の比重は高くなっていく。ウルトラマンが主人公ではないため、当初制作された第1話ではあえてウルトラマンを登場させずに視聴者の期待を盛り上げようとする演出となっていたが、社内試写を見た円谷プロ社長円谷英明の説得でシルエットでワンシーンのみ登場するという妥協案となった。
本作品以降、全編とも長年続いてきたフィルム撮影から、デジタルビデオ方式の1つであるDVCPRO HD規格でのVARICAM撮影に切り替わっている。また、CGを作品の中に多く取り入れ、演出面でも新たな試みがなされた。『ULTRAMAN』では本作品でCGIモーションディレクターを務める板野一郎を中心にOVA『マクロス ゼロ』のCGIチームが参加していたが、本作品では技術継承のために板野が円谷プロダクションのCGIチームを指導する形となり、『ウルトラマンメビウス』までこの体制が採られた。

### 評価
本作品のストーリーは、他のウルトラシリーズに例を見ないハードかつシリアスな重苦しいものとなった。第1話などを監督した小中和哉は、準備段階の時点で他の監督たちとミーティングを行うためにまとめた覚え書きに、「『深夜31時半』として捉えるくらいの気持ちで」と記していたが、「主人公の恋人の部屋に飾られた大量の不気味な絵」「怪獣の攻撃で両親を殺されたうえに両親の身体を操られて捕らわれる少女」など、一部の場面に対して朝日新聞に批判が載るなどの状況にもなった。
平成三部作とウルトラマンコスモスの低視聴率および赤字が続いた経緯により、従来は1話3000万以上かけていた予算が本作品は1話1000万ほどになり、同じ舞台セットを続けて使用する、1体の怪獣を2 - 4話にわたって続けて登場させる、既存の怪獣のスーツを切り貼りして新怪獣にする、などの対処が見られた。ビル街などのミニチュアを一気に減らしてCGに切り替えたことは、「シリーズの世界観と違う」と不評を買った。
視聴率は初回こそ5%台を記録したものの、その後は2 - 3%台に急落し、1%台の回もあった。視聴率低迷の要因として、従来とは異なる朝の時間帯での放送であったことが挙げられている。
視聴率の低迷と連動して関連商品の売上も芳しくなく、2004年の年末商戦では多くの玩具販売店で不振であるという声が聞かれ、次作『ウルトラマンマックス』では原点回帰を期した路線変更がなされることとなる。
視聴率や売上が不振であったことに加え、製作時に放送枠のTBS系土曜7:30枠が2006年4月から毎日放送の情報番組になることが確定しており、もう1本作品を制作したい円谷側にとってネクサスを1年で放送した後に2クールで番組を作成することが当時困難であったこと、次作『ウルトラマンマックス』を『ウルトラマンフェスティバル』との連動でヤマ場を作りたいというイベント企画側の都合により放送開始を開催の夏休み期間に合わす必要があったことから当初の全50話前後の予定が全37話に短縮された。
プロデューサーの渋谷浩康は「路線変更は視聴者に対する裏切り行為」という信条から当初掲げた方向性を曲げず、初志を貫徹した。本作品のシリーズ構成を務めた長谷川圭一は、放送期間短縮が決定した時点で村井さだゆき脚本・阿部雄一監督による第4クールの回がクランクイン直前であったと証言している。
また長谷川は後年インタビューで、「やっぱり方向性としては、僕はあの前後にちょうど小中千昭さん達と『デビルマンレディー』を書いていたこともあり、デビルマンの世界とウルトラマンの世界を融合させたかった。一作前の『ウルトラマンコスモス』では怪獣保護を打ち出してたので、もう一回、感情移入じゃなくて恐怖の対象としての怪獣とウルトラマンを見つめなおしたかった。『ウルトラマンティガ』では人の力がウルトラの力なんだと示しました。それがウルトラマンで育った僕らの答だった。『ネクサス』ではそこに至るまでの混純を描きたかった」と語っている。
DVDには本放送時に前後編として制作されたものを1話に編集したために大幅に削られた場面を追加した第29話のディレクターズカット版や、撮影されながら未放送となった第32話と第33話として制作された話を再構成に伴って第31.5話として再編集された「Episode. EX」として収録している。また、第32話も前後編として書かれた脚本を1本にまとめている。最終話は3話分の内容を1話にまとめている。
児童文学作家のひこ・田中は、『ふしぎなふしぎな子どもの物語 なぜ成長を描かなくなったのか？』の中で、「時代の物語」として本作品に触れ、成長する主人公とウルトラマンとを別に設定したネクサスのスタンスを、勇者がプレイヤー自身ではなくなった『ドラゴンクエスト』や、『ファイナルファンタジーX』のティーダが中心から少し距離を置いたところで物語に参加するといった、時代性を反映させたゲームシステムとの呼応も例に挙げつつ、「『ネクサス』が、今の子ども、いや大人も含めた今の世界とこれからの世界を正確に反映していた現代的なヒーロー物語であったことは、記憶に留めていいでしょう」と評価している。また、視聴率で苦戦したことについては、「『ウルトラセブン』と同じように、視聴する子どものグレードを見誤るミスを犯したことなどにあるのではないか」と推測している。

## あらすじ
山岳救助（レスキュー）隊員の孤門一輝はある日、非公然防衛組織TLTへの配属を突如として命じられる。
そこへ向かう途中、彼は謎の怪物ペドレオンに襲われる。それは最近頻発していた行方不明事件の真相、人々を襲って喰らうスペースビーストと呼ばれる凶悪な宇宙生命体の攻撃だった。孤門が諦めかけたその時「諦めるな!!」という言葉と共に、降臨した赤い光から銀色の巨人が現れて怪物を叩き潰し、孤門を救った。
その後、TLTの実働攻撃部隊ナイトレイダーへ入隊した孤門は、非情とも思えるような組織の姿と事件に関わった人々の記憶を消すやり方に困惑しながらも、ビーストの脅威から人々を守るべく、銀色の巨人ウルトラマンネクサスを信じて戦っていく。

## 登場人物

### ナイトレイダーメンバー
孤門 一輝（）
本作品の主人公。物語開始時は警視庁の山岳救助隊員（巡査）として活躍していた、心優しい好青年。年齢24歳。身長は180センチメートル。家族については、Episode.13で電話越しではあるが、母親が登場している。一人称は「僕」だが、Episode.13で母親に電話していたときは「俺」と言っていた。猫舌。
8歳のころ、川で溺れていたところを「諦めるな」という言葉と共に助けられたことで、人命を守る仕事に就くと決意し、人々を救うことに強い信念と誇りを持っている。命の恩人は名も告げず、姿もはっきりと見えなかったことから、孤門はその人物を「宇宙人」と思うようになった。ウルトラマンに初めて命を救われた際も「諦めるな」という言葉と共に助けられたことから、彼に信頼を寄せるようになる。彼も新宿大災害の記憶は修正されているが、「ウルトラマン」という言葉を真っ先に思い出し、以降コードネームとして使われることになる。
少年時代のトラウマから、いざというときにパニックに陥ってしまい、救助活動がうまく出来ずに苦悩しているとき、特務防衛機関TLTからのスカウトにより、エリートフォース・ナイトレイダーに転属した。その特殊な職務の中で、時に傷つき、悩み、恋人のリコを喪いながらも、姫矢の導きやリコと育んだ絆により、彼女の死を乗り越え、自らの心の闇を払い除ける。以降も数々の戦いや、姫矢の後任である憐との交流、リコの仇である溝呂木への憎しみを乗り越え、人間的にもさらなる成長を遂げていった。
Final Episodeで闇に飲み込まれた凪を「諦めるな」の言葉と共に精神世界から救出し、彼女から光の力を受け継いで5人目のデュナミストとなり、全ての元凶であるダークザギとの戦いに臨む。戦いの中で、姫矢、憐、そしてウルトラマンの記憶を取り戻した人々の声援を受け、アンファンスからジュネッス、ジュネッスブルーを経て光の巨人の真の姿であるウルトラマンノアへと進化し、遂にダークザギを倒した。1年後もナイトレイダーに所属し、ビーストから人々を護っている。ペドレオンに襲われた少年を助けて「諦めるな」と激励し、番組を締めくくった。
本番組ではストーリーの区切りの最初と最後に、孤門による語りがある。ほぼすべてが過去形だが、Final Episodeの語りで現在形となり、最後には未来形となっている。
3年後を描いた短篇『再臨 -ドリームス-』では、ナイトレイダーの隊長となっている。新たな闇の巨人ダークルシフェルの出現に対し、再びノアに変身して立ち向かう。

西条 凪（）
ナイトレイダーAユニットの副隊長で、年齢27歳。
戦士として非常に有能で、和倉からは参謀として厚く信頼されているが、一方で任務遂行には厳しく、冷酷な態度をとることもあり、非常に苛烈な面を持つために危険視もされている。
9歳の時にアメリカ・コロラド州で母親の波と父親を殺害され、波に至っては人の姿をしたビーストによって自身の目の前で亡骸を蹂躙されたことから、スペースビーストに徹底的に憎悪を抱いている。そのため「憎しみを力に変える」ことを信条に行動し、人々の保護よりもビースト殲滅を優先する。その中でも、先の幼少時の記憶や、溝呂木のこともあって、人型のビーストを特に憎悪しており、ウルトラマン＝姫矢をビーストと見做して強烈な敵意を示し、命令に全く躊躇せず真っ先に攻撃したり、生身の姫矢に出会い頭に銃を向けたり、あまつさえ発砲したりと、暴走しがちであった。初期は特にそういった過激な発言と行動が目立ち、作品の暗い雰囲気を大いに後押ししていた。
孤門とは、ビースト戦での優先基準やウルトラマンへの見解をめぐってしばしば衝突し、孤門側も彼女に撃たれる悪夢を見るなど非常に苦手としていた。しかし、自分の身は自分で守るよう戒める、残弾数を把握するよう助言する、無防備に見える相手でも躊躇せず撃つよう諭す、リコと死に別れ絶望する孤門に自分と同じように憎しみで戦うことを諭して奮起を促したりと、彼女なりに孤門の身を案じ、護ろうともしていた。孤門が闇を振り切って成長してからは、ビーストの脅威から人々を守ろうと強くなる姿に理解を示していく。憐編では溝呂木との決着をつけるための追跡任務に孤門の随行を進言するなど、対等な戦友としての関係が構築されていた。このころには初期の鉄面皮も薄れ、多少柔らかい態度、表情も見せている。
溝呂木から想いを寄せられていたが、本人には恋愛感情はなく、純粋に戦士として憧れと敬意を持っていた。その溝呂木がダークメフィストと一体化したことを知ってからは、強い殺意を抱いていたが、孤門やウルトラマンとの経験が彼女を次第に変え、Episode.32ではダークメフィスト（ツヴァイ）に致命傷を負わされた溝呂木に生きて罪を償うように諭している。
物語の中で、ウルトラマンに対する心境を変化させていき、姫矢が消えたときにはそれまでにないほど驚愕した表情を見せ、後にジュネッスブルーが現れた際には「新たなデュナミストが姫矢のような人間とは限らない」と発言するなど、最終的には姫矢の人格を高く評価している。また、憐が自分のダメージを無視して戦っていることにいち早く気付き、無謀な特攻を牽制射撃で止めている。Episode.35では「死ぬ気で戦うことと、死んでもいいと思って戦うことは違う。明日がなくても、生きるために戦え」と窘めた。それが後にデュナミストに選ばれる一因となる。
Final Episodeで憐より光の力を受け継いで4番目のデュナミストとなったが、それこそがダークザギの計画であった。両親の殺害や溝呂木の裏切りも、彼女の心を憎悪で満たすために仕組まれたもの。正体を現し、真実を明かした上、「すべては道具だ」と言い切る石堀＝ダークザギへの怒りと憎しみのままに変身したため、光は闇に転化して全てをダークザギに奪われてしまい、レーテの放つ闇に囚われた。だが、孤門に救われた際、彼を次の適能者へと選択。孤門がネクサスに変身し、ダークザギと決戦を行う様子を見届けた。「大丈夫。ウルトラマンは負けません」という発言が、彼女の大きな成長を端的に示している。1年後もナイトレイダー副隊長として行動。以前とは異なり、避難誘導を積極的に行っている。
- 凪がダークザギに変身するかもしれないという案が出たため、「NEXUS-ROUGE（）」というマゼンタレッドとシャンパンゴールドをベースカラーとした凪がウルトラマンになったデザインが描かれている。

和倉 英輔（）
ナイトレイダーAユニットの隊長で、年齢34歳。現場叩き上げの軍人で、強い責任感と冷静な判断力、ビーストハンターとして優秀な戦闘能力を併せ持つ。
任務に対する忠実さだけでなく、しばしば苦悩する孤門を厳しくも温かく見守る優しさも持っている。また、凪に信頼を寄せると同時にビーストを徹底的に憎む彼女を危険視してもいる。溝呂木が闇に堕ちたことを引きずっており、孤門や凪が彼と同様に闇へ堕ちていくことを危惧していたが、孤門が闇を払い除けて帰ってくると信じ、期待に応えて孤門が闇を乗り越えたことで、自身のトラウマも解消された。当初はウルトラマンを危険視していたが、凪とは異なり孤門越しに信頼関係が成立しており、Episode.10では孤門に「お前の信じるウルトラマンを援護して見せろ」と激励している。姫矢の正体を知っても敵視せず「共に戦おう」と語りかけ、姫矢と溝呂木の最終決戦後、光の中に消え去った彼に対して敬礼を送った。また、後に溝呂木と再会したときには姫矢はどうなったと真っ先に尋ねている。
人命救助第一に考える孤門の影響を少なからず受けていたようで、温泉街の住民を囮に使ったミッションに憤慨して松永に食って掛かったり、TLT北米本部の記憶操作の真相を批判したりしたこともある。特に前者は、松永に「あなたはそんなことを気にする人間ではなかったはず」と指摘されて押し黙っており、その変化をうかがえる。Episode.35では孤門の訴えを聞いて憐の救出に赴き、松永に対して憐への人体実験中止を要求。聞き入れられないことを知ると、実験室に強引に突入して拘束された憐を解放し、強奪したクロムチェスターで青葉ニュータウンへ逃亡するという、TLTへの反乱行為を指揮した。
ニーチェの一節を引用して溝呂木をたしなめたり、ヨハネの黙示録の内容を把握しているなど、要所で文学に対する造詣も見せている。思慮深く、光とデュナミストの関係や、絆の在り方についても確たる考えをもっており、孤門や松永とのやりとりでも揺らぐことはない。
Final Episodeで石堀が正体を現し、詩織が重傷を負ったのに続いて和倉も腕を撃たれたが、孤門と凪はレーテの闇の中にいたため、たった一人負傷を抱えながらクロムチェスターδを駆って出撃し奮戦。撃墜されかけたところを、孤門が変身したネクサスに助けられ、凪と共に最終決戦を見守った。1年後もナイトレイダーの隊長を務めている。

平木 詩織（）
ナイトレイダーAユニットの女性隊員で、年齢25歳。入隊時の孤門の戦闘訓練の教官でもあった。
元婦人警察官で射撃技術に優れており、いつも明るくマイペースを崩さない、チームのムードメーカー的存在。ネイルケアが趣味で、待機中はおろか孤門の指導中でもマニキュアを塗っている。イライラするとマニキュアを引っかいて剥がす癖もある。
Episode.01で「酔っ払いが大嫌い」と語っていたが、Episode.EXでその原因が警察官時代の同僚、高槻であることが語られる。高槻とは相思相愛の関係であり、警察官時代に共にビーストに襲われた際、告白を受けたが、MPによる記憶修正の影響で高槻の想いは自身の親友の秋子に向かい、知るのは記憶修正を受けていない詩織のみとなっていた。休暇中に遭遇したバグバズンブルードとの戦いの中で、すべてを思い出した高槻から再び告白を受けるが、秋子のために身を引き、職務に従い再度の彼の記憶修正を受け入れた。
石堀とは当初、ただの同僚といった関係であり、Episode.16では負傷した彼に辛辣な言動を見せていた。しかし、Episode.EXで彼に慰められた際には、涙を流しながら彼の胸の中に飛び込んだ。以降は彼と恋愛関係になり、呼び方も「イッシー」に変わっている。Final Episodeでは本性を現した石堀からディバイドシューターを向けられるも、冗談だと思って笑うほどの信頼を寄せていた。その想いも虚しく至近距離から銃撃を受けてしまうが、1年後には無事ナイトレイダーに復帰している。
- 凪がダークザギに変身するかもしれないという案が出たため、「NEXUS-ORANGE（）」というブラックとオレンジをベースカラーとした詩織がウルトラマンになったデザインが描かれている。

石堀 光彦（）
ナイトレイダーAユニットの隊員で、年齢29歳。アナライズ担当で、生物兵器や細菌などにも精通している。隊歴は副隊長の凪よりも長い。以前は東京都警に所属していた。
状況分析を担当し、有能ではあるが思慮深く決して前に出しゃばることなく任務をこなす、縁の下の力持ちタイプ。ハッカーとしても水準以上の能力を持ち、TLT北米本部から5年前の新宿大災害の隠された真相に迫るほどの腕を見せる。Episode.35では、一人コマンドルームに残って基地システムをジャックし、多数の一般隊員たちを相手に完璧なオペレートでナイトレイダーを誘導して、反乱を全員無傷で成功に導いている。孤門や詩織にとっては先輩ではあるが、先輩風を吹かせることなく2人と接していた。Episode.EXでは、失恋の悲嘆から無理に明るく振舞おうとする詩織の心中を察し、「我慢は身体に毒だぞ」と慰めの言葉をかけている。
その正体はアンノウンハンド＝ダークザギで、18年前に来訪者研究チームの一員である研究者・山岡 一（）の体を奪い、さらに石堀光彦という別人の戸籍を奪っていた。山岡の肉体にダークザギの情報を含んだビースト因子が憑依した後、デュナミストの素質があった凪に憎しみを植え付けるべく彼女の目前で波を惨殺する。そして山岡の知人全員の記憶を操作して石堀としてナイトレイダーに入隊し、溝呂木を洗脳しリコを傀儡化。最終的にはTLTすら利用して本来の姿と力を取り戻すために暗躍していた。なお、前半はビーストの指揮権を溝呂木やリコに一任していたのか、危うく殺されかかる状況に陥ったこともある（その時点で自らに襲い掛かるビーストの制御が出来るのかは不明）。
Final Episodeにおいて、凪にネクサスの光が受け継がれたのを機に本性を現す。詩織を躊躇なく撃ち、孤門や凪の攻撃を軽くいなしてレーテの前に彼らをおびき寄せる。そして凪に母親を殺害したことを告白し、彼女を怒りのままに変身させてその光を闇に変換して吸収、ダークザギとして豹変し、復活を遂げた。石堀の姿でも衝撃波や銃弾を素手で防ぐなど、特殊能力を使用している。デュナミストおよびその候補をリストに纏めており、孤門のことも警戒し、傀儡化もしくは葬ろうとしたが、最終的にはデュナミストになった孤門がノアに変身したことで、自身が敗れ去ることになり死亡した。

### デュナミスト
4番目、5番目のデュナミストについては「ナイトレイダーメンバー」の項を参照。最初のデュナミストとされる真木舜一については『ULTRAMAN (映画)#主な登場人物』を参照。
姫矢 准（）
年齢27歳。2人目のデュナミストであり、ウルトラマンネクサスの最初の変身者となる。マンション暮らし。
元は東都日報に属していたフリーのカメラマン。新人のころは正義感と野心の強い熱血青年で社会の不正を暴いていくが、人間の欲望などの負の感情に触れていくうちに人間不信となり、人間が生きる意味を探すため、自分を追い込むように外国の紛争地帯の戦場に飛び込む。戦場で負傷した際に現地の少女セラに救われ、辛い環境にもめげずに明るく生きる彼女と暮らすうちに、彼女を妹のように思うようになる。しかし、再び戦闘が始まったことで彼女の制止も振り切り、戦場へと向かい、その惨状を写真に納めている最中、自分を心配して追ってきたセラが目の前で爆死するという事態に直面、心に深い傷を負う。さらに帰国後、皮肉にもこの写真が大々的に評価されてしまい、より彼を苦しめる結果になってしまう。
その後はただ無目的に世界中を放浪する日々を送っていたが、夢の中でセラに導かれてネクサスの遺跡の神殿跡に辿り着き、ネクサスと一体化してスペースビーストと戦うことになる。孤門と出会い、彼を何度も助け、時には自身も助けられたことで良き戦友になっていった。リコを喪った孤門に過去の自分を重ね、孤門に「過去は変えられないが、未来は変えられるかもしれない」と告げた。戦いのたびに心身共に疲弊していき、遂にEpisode.19以降は戦闘はおろか変身さえも困難な状況になった。常に自分がなぜ選ばれたかを自問していたが、自らが人類のために戦い、傷つき、そして死んでいくことこそが、「人々が死ぬ瞬間ばかり撮っていたこと」「人々を救えなかったこと」への贖罪になると考え、ダークファウストやダークメフィストといった闇の巨人、ビーストと孤独に戦った。
Episode.24でクトゥーラに敗れ、光の力を全て奪われそうになるが、精神世界でセラと再会。彼女の言葉で光の真の意味に気付き、過去のトラウマも乗り越え復活。孤門のウルティメイトバニッシャーにより力を回復し、ダークメフィストとの最終決戦に挑む。両者の光線が衝突して対消滅を起こした閃光の中に吞み込まれ、メフィストに最後の一撃を加える。孤門に「光は絆だ。誰かに受け継がれ、再び輝く」と言い残して溝呂木と共に姿を消し、生死不明となった。Final Episodeではダークザギと戦う孤門を光の中から激励し、「立て孤門！お前は絶望の淵から何度も立ち上がった！だから俺も戦えた！」と告げた。1年後には新宿に無事な姿を現し、ナイトレイダーを見守る様子が描かれている。
劇中では語られていないが、放浪していた時期、アメリカで偶然にも憐を見つけ、見ず知らずの彼に自分と似たような孤独を感じ、ファインダーを向けたという裏設定が存在する。姫矢が憐を見たのはこの時が最初で最後だが、その一瞬で彼自身も気付かないうちに憐を次の適能者へと選択していた。
漫画『ウルトラマン THE NEXT』にも僅かながら登場。ウルトラマンの名を与えられたネクストのニュースを見ていた。

千樹 憐（）
Episode.26より登場した、姫矢に続く3番目のデュナミスト。1992年2月26日生まれ。アメリカのダラス出身で、現在は遊園地の楽屋に住み込み、レストランでアルバイトをしている年齢17歳の少年。
明るく人懐っこい性格で、天衣無縫で頭脳明晰。光の力を受け継ぎ、ウルトラマンネクサスとなって戦うことになり、前任である姫矢の戦友の孤門や監視役として派遣された瑞生と心を通わせていった。孤門には自分のことを秘密にするよう約束させながら、瑞生にはまた会いに来てほしいから自分のことを全部報告してもいいと告げるなど、意外にちゃっかりしている。
実は、TLT北米本部配下の極秘組織アカデミーによってプロメテウス・プロジェクトにより、優秀な遺伝子情報の優秀な部分のみを遺伝子操作によって組み合わせてできた遺伝子情報を基に生みだされたハイブリッド新生児（デザイナー・チャイルド）プロメテの子の1人で、吉良沢とはルームメイトだったこともある。海洋学者を志していたが、遺伝子操作上のミスで寿命を決める遺伝子に致命的なディフェクトを持っているため、16歳から17歳を境に一気に全身の細胞がアポトーシスを起こして死亡する。これはラファエルという特効薬がなければ治らず、余命は残り少ない。プロメテの子の施設にいたときには、待てど暮らせど実らない治療のために、スタッフなど他人の人生を巻き込んで消えていくだけの自分の命と時間に価値を見出ずにいた。そして、ラファエルの開発中止を受けて、せめて誰も自分を知らない土地で、したいことをしながら死んでいきたいと考え失踪、今に至る。
自分の命に最後の価値を与えてくれた光に感謝し、どうせもうすぐ死ぬのだからいつ死んでもいい、必死で戦っている間は自分のことを忘れていられるという、投げやりな考えのもと、戦いの中でも自身に降りかかる危険などを無視して人を救うなど捨身の攻撃が目立っていた。だが、Episode.35での凪の言葉で「生きるための戦い」を見出し（これにより彼女を次の適能者へと選択した）、バリアを使うなど自分の身を案じる戦いをするようになる。Episode.36では瑞生から「もうすぐ死ぬとしても、それまでの時間と思い出は、確かに残る大切なもの」ということを教えられ、プロメテの子たちがラファエル開発に成功したという連絡を受けて、人と人との絆が持つ力を目の当たりにする。さらに、孤門からウルトラマンの光を手にした姫矢のことと「光は受け継がれていく希望」という話を聞かされて、親もなく子を成す時間もない自分も、受け継ぎ、渡す流れの中にいたことに気づき、生きて光を繋げることを決意する。
ディフェクトによる寿命はもとより、ウルトラマンとしての壮絶な連戦とそれに対する無茶な戦い方の弊害、松永による人体実験も相まって、その身体は急速に弱っていき、快活に自転車を走らせていた初登場のEpisode.26から、ものの10エピソードも経ぬうちに、肩を借りてやっと立てる状態にまで衰弱していく。心身ともにいよいよ先が危ぶまれるEpisode.36で、漸くラファエル完成の報を受けるが、同時に最強のビースト、イズマエルが出現する。孤門や吉良沢、瑞生にはラファエルによる治療を優先するよう言われるが、「俺は俺の光を走りきる」と振り切り、最後の戦いに臨む。吉良沢の激励や孤門の言葉を胸に死闘を征し、感謝の言葉とともにネクサスと分離。勝利のVサインを見せながら、彼の兄弟であり友人でもあるプロメテの子たちや、海本隼人が完成させた、ラファエルの待つ病院へ運ばれて生還する。Final Episodeでは姫矢と同様、ダークザギと戦う孤門を光の中から応援。「負けるな孤門！俺も孤門のおかげで、最後まで戦えた！ウルトラマンとして！」と告げた。1年後にも無事に生存している姿が描かれている。

### TLTメンバー
吉良沢 優（）
TLT-Jの作戦参謀。年齢17歳。イラストレーターと呼ばれる予知能力者。ビーストやウルトラマンを感知する能力を持つ。彼がイラストレーターと呼ばれるのは、彼がコンタクティとしての能力に目覚めた当初、予知した未来をイラストで書き表していたことから来ている。最終話まで、プロメテの子の施設での回想シーンを除いて司令室の中から出たシーンは一切無く、他者とコミュニケーションを取る際には、自身の姿を立体映像として投影していた。また第1話からのレギュラーキャラクターだが、第4話までは1度も名前を呼ばれていない。
第3のデュナミストこと千樹憐とは同じプロメテの子であり、本来の志望は鳥類学者だった。憐からは「優」と呼ばれており、施設の寮にいたときに一カ月ほど同室だった。憐にもらったタカラガイの貝殻を「共に過ごした証」として、TLTに入った後にも持ち続けている。これは、学生時代、無断外出して海を見に行った憐が、海までたどり着けない運命を予知していた吉良沢に、連れ戻され際に手渡したもので、彼が海に辿り着いたこと、即ち「運命と未来は変えられることの証」となっている。憐が適応者となった後にはテレパシーでコンタクトを通わせることもある。
任務のために私情は捨てており、対ビースト用の抗体を開発すべく、多少の犠牲やリスクを構わない素振りを見せる。しかし、憐がデュナミストになってからは変化が生じ始め、憐の覚悟を受け止めつつも、その身を案じ、非情に徹しきれない部分も現れ始める。それにより、憐がプロメテの子だと知った孤門に短命以外の情報を教えたり、憐への実験を敢行した松永に冷たい表情と態度であたり、憐救出に加担したナイトレイダーに追撃命令を出そうとする松永に「今は拘束するよりも、対ビーストのための戦力として扱うべき」と進言する形で憐を守り、その後に憐がビーストを撃破した際には声を上げて喜ぶなど、感情を露にするようになった。ラファエルが完成したことを知った際には憐に戦闘を止め、ラファエルによる治療を受けるように告げるが、憐はイズマエルを倒すことを優先。窮地に陥った憐に「光を信じろ」とテレパシーを送り、憐を立ち上がらせた。Final Episodeではレーテに侵入した石堀ことダークザギを阻止しようとするが失敗。レーテの崩壊を見届けた後、消耗した身体でナイトレイダーコマンドルームに辿り着くと、「ウルトラマンが勝てば、運命を変えられるかもしれない」と語り、ダークザギと戦うネクサスを松永と共に見守った。

松永 要一郎（）
TLT-Jの管理官。元内閣情報調査室次長補佐。年齢45歳。
部下に対しても敬語を使う（有事にはタメ口になる）など、一見柔らかい物腰の穏やかな人物であるが、ビースト殲滅のために一般人の被害も厭わず街一つを囮として利用したり、戦闘のダメージで動けなくなったデュナミストや、Episode.32では闇のウルトラマンになった溝呂木を拘束し、ウルトラマンの能力を利用するために人体実験を行うなど、職務のためには過激な手段をも厭わない非道な面を持つ。しかし、その苛烈な行動の陰には5年前の新宿大災害で妻を失った哀しみと、人類をビーストの脅威から護ろうとする純粋な決意がある。
先の通り妻を失って、高校生の娘・葉月と2人暮らし。仕事が多忙で家にはほとんど帰れず、彼女に反発されているが、不器用ながら彼なりに娘を案じている。
娘と同じ年頃の少年である第三のデュナミスト・千樹憐に対しては、同じ年頃の瑞生と親しくさせることで間接的にコントロールしようという、温い選択を取る。Episode.34ではビーストなどの事情を知られ、思いを理解しあったことで葉月と和解、次の休日にデートする約束をしたが、職務に従いその記憶をもビーストの記憶とともに削除することになる。
直後に寿命が短いと判明した憐を拘束し、彼への人体実験を敢行。実験中止を要求するナイトレイダーの一同に対しては、「デュナミストは光の入れ物に過ぎない」と断じ、ウルトラマンの光を兵器として利用することの有用性を解いた。しかし、その言動はかえって周囲の反感を買われ、反乱を起こしたナイトレイダーによって憐は解放され、吉良沢の横槍でナイトレイダー追撃も断念するという結果に終わった。
Final Episodeでは復活したダークザギの力に戦慄し、世界各地での天変地異と、出没した大量のビーストの報告に「ザギによって世界各地に影響が･･････」と諦めかけるが、吉良沢の言葉でネクサスの勝利を信じ、彼と共に戦いを見守った。

水原 沙羅（）
『ULTRAMAN』で最初のデュナミストである真木舜一と行動をともにした人物。元BCST化学担当官。年齢32歳。ビースト・ザ・ワンに心身を乗っ取られた有働貴文の元婚約者でもある。プロメテウス・プロジェクトの責任者であり、再来するビーストに備えて海本隼人にかわる超能力者を生み出そうとしていた。しかし迫り来るビーストに備える必要性からビースト対策を最優先して、ラファエル開発の中断命令を出す。任務と目的のために他者を切り捨てる冷徹な言動を見せるが、実際は憐たちのことを心配し、海本やプロメテの子たちが極秘にラファエルの開発を続けていたのを知りつつ黙認したり、凪の「憎しみこそ力」という主張をウルトラマンを引き合いに出しつつ否定するなど、厳しいだけではない一面を持っており、海本からも同名の聖人サラのような存在と評価されている。
北米本部から査察官として来日し、TLTに不審を抱いたナイトレイダーに新宿大災害の真相や、レーテとメモレイサーの仕組み、ビーストの生態を説明。海本と言葉を交わした後、憐を思いやる孤門や吉良沢、海本をはじめとしたプロメテの子たちと、その思いとともに戦い続けるウルトラマン＝憐の姿を見て、自身の知るウルトラマン＝真木と同じように、今戦っているウルトラマンと人間にも強い絆と想いがあることを確信。「アンノウンハンドが如何に強大であろうと、その想いを断ち切ることなどできはしない」と満足げな笑みを浮かべて海本に語り、フォートレスフリーダムを後にした。

海本 隼人（）
TLT北米本部に所属する水原沙羅直属の部下。年齢30歳。寡黙で一見冷徹な人間に見えるが、実際は憐のことを心配している。しかし奇妙な仮面とフードで顔を隠して憐の病状を陰から監視するという奇行を行っていたため、かえって憐や瑞生たちを不安にさせてもいた。1991年、コロラド州の研究施設にて最初に来訪者との正確なコンタクトを取ったクラスAの超能力者であり、幼少時より彼らとコンタクトをとり続けている。プロメテウス・プロジェクトにおいて憐の遺伝子情報の基となった遺伝子情報の持ち主でもあり、そのため、プロメテの子たちは自身の子供たちともいうべき存在。吉良沢からは「海本先生」と呼ばれている。ラファエルの完成を知り、憐に伝えようとするが、アンノウンハンドに襲撃されてしまう。しかし、アンノウンハンドがとどめを刺さなかったために、テレパシーで吉良沢に助けを求め、憐にラファエルが完成したことを伝えることに成功し、自身も一命を取留めた。眠っている間に幼少時の夢を見たことから、意識を取り戻した後、石堀の正体に辿り着く。

東郷（）
TLT-Jの幹部で、相馬や小柳たちよりも一線格上の人物。TLT-J査問会でナイトレイダーを問いただし、新宿大災害やレーテに言及する松永を叱責、警告するなど、劇中では専ら松永とのやり取りが多かった。Final Episodeではダークザギの新宿襲撃と世界各地のスペースビースト出現に恐怖し、頭を抱え込んでいた。

### メモリーポリス（MP）
首藤 沙耶（）
メモリーポリスのリーダー。年齢32歳。ビーストを目撃した人々の前に現れ、その記憶をメモレイサーで冷徹に消していた。MPの活動に「これもひとつの救済の形」「隠さなければならない真実もある」と信念を持つ。常に仏頂面を崩さないが、リコの真実を知らない孤門の心中を察して彼にリコの家の住所を書いたメモを渡したり、理子ごとノスフェルを撃ってしまったことで薫に罵られて愕然とする孤門に不器用ながら声をかけたり、瑞生を利用する松長管理官と棘のある会話を交えるなど、気遣いや職務への迷いを見せることもあった。
姫矢編では里奈の件でMPに疑問を持つ孤門にビーストの記憶に苦しめられる被害者を見せ、その記憶を修正することで被害者の救済としての側面をみせる。後半は、真相をつかみ、公表しようとする根来と真相を世間に知らせまいとする彼女率いるMPとの戦いが展開されたがEpisode.25でついに確保。信念をぶつかり合わせた後、彼の記憶を修正した。
憐編では、若者をいいように使う松永の行動に疑問を持つが、彼の娘、葉月と言葉を交わしたことで、松永の行動の裏にある想いを知り、葉月に「あなたの父は立派な方」と諭す。その後、松永親子の話の一部始終を聞いたあと、松永を慮りながらも葉月の記憶を修正した。Final Episodeではネクサスを応援する人々を見て、安堵の表情を浮かべながらメモレイサーを閉じた。

三沢 広之（）
メモリーポリスの一員で首藤の右腕であり、常に彼女の傍に控えている。Episode.11ではリコを心配する孤門に彼女の住所を教えた首藤を案じる言葉をかけている。Episode.16では理子を巻き込んだ件で薫に罵られたトラウマからノスフェルを撃てず凪に糾弾されて一時的に戦列を離れた孤門を追跡したが根来に妨害され逃げられてしまう。そしてEpisode.32ではTLTを脱走した溝呂木を追跡中に突然アンノウンハンドの闇に飲み込まれ、悲鳴を上げ、第3の闇の巨人ダークメフィスト（ツヴァイ）に変貌。背後からダークエボルバーで溝呂木を撃ち、「溝呂木眞也...そいつの役目は終わった。これからは、俺が奴に代わって、この世界を闇に塗り込める」と宣言する。憐が変身したジュネッスブルーを追い詰め、溝呂木の変身したダークメフィストと戦って形勢が逆転した直後に致命傷を負わせるも、メフィストに掴まれ、最期はジュネッスブルーのアローレイ・シュトロームによって悲鳴と同時に消滅。リコや溝呂木とは異なり、人間体に戻ることなく死亡した。
- 三沢を演じた竹内義人は石堀光彦役のオーディションにも参加していた。

野々宮 瑞生（）
Episode.25から登場したメモリーポリスの一員。年齢20歳。
松永の命令で、第3のデュナミストである千樹憐をその正体を知らないまま監視することになる。記憶を修正している姿をプロメテの子としての特殊能力で憐に見られて興味を持たれてしまい、なし崩し的に交流が深まっていく。当初は任務のために憐に接近していたが、徐々に彼に恋心を抱くようになる。
職務に対して内心に葛藤もあり、対象者の記憶を消去した後には「二度と悪夢に苛まれないように」と祈っている。古い武家の家柄に躾けられた大和撫子で、見た目とは裏腹に格闘戦も得意としている。
能力自体は高いものの憐にあっさり正体を知られたり、警報発令中に出歩いて溝呂木に人質にとられたりとドジを踏む場面が目立つ。ただし松永はその欠点を見越した上で任務を命じていたようである。その経緯もあってか監視役を不服そうにこなしていたが上記のように憐に好意を寄せ、葉月が憐をデートに誘った際には特に命じられていないにもかかわらず尾行。「これじゃストーカーじゃない」と自身の行動に疑問を抱きつつも、結局は丸一日追いかけていた。
憐と接触していく中で孤門とも親しくなり、初めは「孤門隊員」と呼び、敬語で話していたのをいつの間にか呼び捨てとタメ口にしている。立場こそ違えど憐を思うもの同士、協力しながら、ラファエルなどの憐をめぐる謎に挑んでいく。理子に溝呂木と、孤門と因縁浅からぬ人物と接触があり、憐が関係しないことでも孤門と行動を共にすることが多かった。理子は瑞生が最初に記憶を修正した少女だったが、ビースト関連以外のすべての記憶が消えてしまい、遺恨の一つとなっている。また、記憶をとりもどした溝呂木に人質にされるも、彼の理子に謝り、償いたいという願いを叶えるため積極的に協力する。
Episode.34で、葉月の行動で自分の憐に対する思いを自覚する一方、ついに憐がウルトラマンであることを知り、続くEpisode.35で憐が松永らにつかまり、任務終了を告げられたことを孤門に連絡。ナイトレイダーが反乱を起こして憐を奪還し合流したのち、憐の体のことを知る。それでも憐に対する思いは変わらず、Episode.36で憐に自分の想いを打ち明け、紆余曲折を経て、彼と共にラファエルの待つ病院へ向かう。
- 凪がダークザギに変身するかもしれないという案が出たため、「NEXUS-BIORE（）」というパープルをベースカラーとした瑞生がウルトラマンになったデザインが描かれている。

### ナイトレイダーやデュナミストの関係者
斎田 リコ（）
孤門一輝の恋人。美大生で、卒業制作のテーマ「家族の肖像」の絵を描くため、動物の家族を見るために動物園に通っている。半年前、動物ではなく家族や子どもたちを暖かく見守る孤門に興味を覚え、幼少時のトラウマからレスキュー活動を満足にこなせないでいることから退職を考えていた孤門を励まし、恋仲になっていった。ナイトレイダーの訓練期間を終えた孤門に鳥をモチーフとした手作りのお守り「ガンバルクイナ君」をプレゼントするなど、レスキュー隊員時代以上に悩む孤門を支えていく。しかし、ネクサス対ラフレイアとファウストの第1ラウンドの後、知らぬ間にミッションエリアで負傷して倒れていたのを皮切りにビースト事件に巻き込まれる。孤門に出会った日のことを思い出せないなどの記憶の欠落から、徐々に自分自身に対する不信感と恐怖感を覚え、孤門や家族に縋ろうとし、Episode.10では孤門とキスを交わすが、一向にその心中は晴れなかった。
続くEpisode.11・12にて、実は孤門と初めて会話したその晩に家族をノスフェルに、自身も溝呂木に殺されており、それ以降は溝呂木の操り人形＝ダークファウストとなって、自覚の無いままネクサスやナイトレイダーと死闘を繰り広げていたことが判明した。彼女と会話していた家族の姿は全て幻覚であり、部屋には彼女が「家族の肖像」として描いていたはずの絵が、不気味なビーストの絵となって、ばら撒かれているだけであった。
溝呂木に正体を明かされて絶望し、ダークファウストに変身して姫矢が変身したネクサスと戦うが、最後は孤門の叫びで僅かにリコとしての意識を取り戻し、ノスフェルの攻撃より孤門とネクサスを庇って致命傷を負う。死の間際、孤門との出会いが自身と家族の命を奪ったと知ってなお、「後悔してないよ。出会ったこと」と語り、彼の腕の中で光になって消滅した。
彼女の死後、孤門は苦悩の日々を送り、リコの幻影を利用する溝呂木の手で闇に飲まれそうになるが、形見となったガンバルクイナ君とそこに繋がるリコとの絆が作り出した光を通じて孤門は立ち直った。ガンバルクイナ君はこの後、Episode.24で決心を固める孤門の手の中にも登場する。
Final Episodeではダークザギを倒したウルトラマンノアこと孤門の心の中に幻として現れ、彼を信じていたことを笑顔で告げた。
- テレビアニメ『SSSS.GRIDMAN』第1回ではクールギラスにやられる女子生徒が身に着けているマスコットとしてガンバルクイナ君が登場している。
- テレビアニメ『SSSS.DYNAZENON』第1回ではガンバルクイナ君が基になったぬいぐるみが登場している。

溝呂木 眞也（）
Episode.11から登場した、元ナイトレイダーAユニット副隊長。年齢32歳。
元は和倉に次ぐ能力を持つ優秀なビーストハンターで、新入隊員であった凪の資質を見出し、目をかけて一人前の戦士に鍛え上げていった。その一方で自信過剰気味でビーストへの恐怖と力への飽くなき欲望を抱いていた。その心の闇を利用され、約1年前にビーストヒューマンが蠢く倉庫において「お前自身の望む、お前自身の姿」と称するダークメフィストと対面、闇の力との同化を遂げる。人間の怒り、恐れ、悲しみなどの負の感情に触れることを楽しみ、デスゲームと称してビーストを操り、人々を弄んだ。Episode.24では、生身の状態で凪以外のナイトレイダー全隊員を圧倒した他、Episode.32でTLTに拘束された際も格闘戦で一般隊員を圧倒して脱走している。ダークメフィストと一体化する前のナイトレイダー時代から性格は過激な面があり、上司の和倉をも呼び捨てにしタメ口を聞いていた。ただし、突入に際して、バックアップを要請するなど、単なるワンマンではない姿も見せていた。
リコの運命を玩び、リコの死後は彼女の恋人である孤門をリコの幻影や様々な特殊能力と悪辣な手で苦しめてリコのように配下にしようとしたが、自分の力を過信していた上に手口が陰湿すぎたため、結果的に孤門を精神的に強くしてしまう。人の心を弄ぶ一方、自身は凪に想いを寄せており、ダークメフィストと一体化した後も未練がましく彼女に執着していたが、これまでの経緯と所業が災いして完全に拒絶されてしまう。
終焉の地でネクサスを葬り去り、その光を手にいれようとするが、ジュネッスに敗れ、姫矢と共に消息不明になる。その後、Episode.29で記憶を失った状態で姿を現しその身柄をTLTに拘束された。記憶喪失状態の溝呂木は以前のような狂暴性はなく、行動を共にしていた理子に危害を加えようともしなかった。
Episode.32で松永による人体実験の反動で記憶が蘇るがそれと同時に自分もまたアンノウンハンドの操り人形だったことに気づき改心する。自分のしたことへの償い（山邑理子への謝罪）をしようとするが、闇の力を手にした三沢により背後からダークエボルバーで撃たれて負傷するが、憐が変身したネクサスがツヴァイに苦戦する中、光の力でダークメフィストに変身してジュネッスブルーに加勢しダークメフィスト（ツヴァイ）と戦い、三沢の暴走を止め、最初は有利だったが次第に追い詰められ、致命傷を負わされるもダークメフィスト（ツヴァイ）を抑え我が身を犠牲にして勝利をもたらす。人間体に戻った後、アンノウンハンドが凪たちのすぐ近くにいることを警告し、償うなら人間として生きるべきだと凪に諭されるが静かに息を引き取った。
- 溝呂木を演じた俊藤光利は姫矢准役のオーディションにも参加していた。

セラ
姫矢が紛争中の東南アジア某国での取材中に出会った孤児の少女。戦争で親兄弟を失い、村に水を運ぶことで食料を手に入れる生活を送っていた。重傷を負った姫矢を助けたことで彼と心を通わせるようになり、兄のように慕う。彼を心配して戦地まで追い掛け、砲撃に巻き込まれて姫矢の目の前で爆死してしまう。この出来事は姫矢の心に大きなトラウマを残すことになった。その後、姫矢の夢の中で彼をネクサスの遺跡へ導いた。Episode.24で光の持つ意味と姫矢への感謝の言葉を告げ、彼の前から消えていった。また、姫矢は知らないが、セラの写真は小学生の女の子の心も動かし「生きていることの素晴らしさに気付きました」と書いた手紙も送られていた。

根来 甚蔵（）
姫矢と旧知の仲のフリージャーナリスト。年齢37歳。かなり向こう見ずだが姫矢の良き理解者であり、ジャーナリストならではの勘働きでビーストやTLTの存在を感じ取り、調査をしようとする。やり方は乱暴でやや危ういが、強い正義感を持って行動している。記憶消去には否定的な考えを持っており、何度もMPに捕らわれそうになりながらも逃げ延びる。特段の身体能力や権限を持たない一般人であるにもかかわらず自力で真実に迫り、Episode.20で保呂草の写真からスペースビーストの存在を突き止める。そしてEpisode.23で姫矢がネクサスに変身する光景を目撃し、遂に真実を掴んだ。しかしEpisode.25でMPに捕まり記憶を消去されてしまう。同じように記憶消去された佐久田との会話で、姫矢の撮った戦場の写真が多くの人の心を動かしたことを改めて知る。

佐久田 恵（）
姫矢が勤めていた東都日報の女性記者で姫矢の先輩。年齢32歳。根来の調査に巻き込まれる形でビーストと関わりを持ち、さらには失踪して安否を気遣っていた姫矢と再会をする。姫矢のことで新聞社に尋ねてきた孤門に姫矢の過去を教える。姫矢の弱点として溝呂木に誘拐され、終焉の地＝異形の海で彼の最後の戦いを目撃することになる。その戦いの後、MPに記憶を消されてしまう。同じように記憶を消去された根来を呼び出し、姫矢が撮った戦場の写真と編集部に寄せられた手紙を見せ、想いを馳せた。

針巣 直市（）
遊園地内レストランのマスター。年齢62歳。放浪中の憐と出会い、彼を住み込みのスタッフとして雇い入れる。人情味にあふれ憐たちの信望も厚い好人物であり、40年も勤続しているベテラン。憐たちからは「ハリス」と呼ばれている。

尾白 高志（）
憐のアルバイト仲間で彼の親友である高校生。年齢17歳。向こう見ずで陽性な性格。実家が工務店で大工仕事が得意なため、憐の部屋の修理や内装を行っている。憐が普通の17歳の少年ではなく、なにか重い物を背負っていることを漠然と感じ取っており、心配している。あまり化学の成績は良くないらしく、補習を心配する発言をしている。
- 放送短縮決定前の予定では、尾白をメインとしたエピソードが予定されていた。
- アニメ『SSSS.DYNAZENON』第7回には本作品Episode.26で尾白の着ていた着ぐるみが登場している。同話で尾白が足を子供に踏まれるシーンも正確に再現されている。

### ゲストキャラクター
杉山 里奈（）
Episode.07・08に登場する少女。年齢6歳。拾った子犬を元のところに戻すように親に言われ、途方に暮れて迷い込んだ廃工場でバグバズンに襲われるが、孤門と凪に救出された。事件解決後にメモリーポリスによって記憶を消されており、尋ねに来た孤門のことも覚えておらず、自身の名前を知る彼を警戒していた。

ハヤテ / らんまる
里奈が拾った子犬。孤門が昔観ていたアニメに出てきた犬の名前からとって「ハヤテ」と名付けられる。里奈が記憶消去を施された後は飼う許可が得られたらしく、母親によって「らんまる」と名付けられた。

斎田（）
Episode.04・11・12に登場。斎田リコの父親。年齢50歳。孤門には会ったことはないが、「人を助ける仕事を誇りに感じる」と高く評価している。ただし、実際にはリコが孤門と出逢ったその日の晩に、ノスフェルに襲われた妻と息子を助けようとして殺害されており、劇中での彼らの言動や一家団欒の食事の光景は全てリコの幻覚に過ぎなかった。なお、リコの家族では彼だけ、下の名前を与えられなかった。

斎田 典子（）
Episode.04・11・12に登場。斎田リコの母親。年齢47歳。ノスフェルから逃げ出そうとするも転倒した直後に殺害される。

斎田 隆（）
Episode.04・11・12に登場。斎田リコの弟で高校生。年齢18歳。ノスフェルに襲われた際、転倒した母を助けに戻るが、母と共に殺害される。

山邑 理子（）
Episode.13・14・29に登場。リコを失った孤門が遊園地で出会った少女。幸せな家族だったが、溝呂木の操るノスフェルにより両親は殺されてビーストヒューマンに変えられ、諸共にノスフェルの眉間の瘤に閉じ込められる。その後、事情を知らない孤門の攻撃でノスフェルが爆死したため、彼女も重傷を負ってしまう。
瑞生の手で記憶を処理されるが、ノスフェルの細胞の影響で不具合が生じ、本来消去する予定だった両親がビーストヒューマンと化してからの記憶が全く消去されず、反対にナイトレイダーの攻撃を受けたこと以前の大半の記憶を喪失。当時の事件の絵ばかり描くようになり、半ば夢遊状態で彷徨うようにもなってしまった。パンピーラ事件において、記憶喪失の溝呂木と出会うが、溝呂木を拿捕しようとするホワイトスイーパーや、バンピーラからの逃避行を繰り広げることになる。もう一度ビーストと遭遇し、記憶処理を行えば完全な廃人になってしまう恐れがあったが、ネクサスとバンピーラの戦いをメタフィールド越しでも感じ取り、パンピーラが消滅すると同時に両親の記憶を取り戻す。

山邑 薫（）
Episode.13・14・29に登場。山邑理子の兄であり、妹思いである。理子がノスフェルの眉間に捕らわれている映像とそれを撃つ孤門の姿をダークメフィストのテレパシーで送られたことから、孤門を激しく憎悪するが、記憶操作でその時の記憶は消された。Episode.29に登場したときは、記憶喪失状態の妹を心配しつつも多少持て余していた。再会した孤門から「理子ちゃんは必ず助け出す」と告げられた。記憶をなくしても違和感だけは覚えていたのか、この際は意味深長な表情で妹を託している。

山邑 博（）、山邑 涼子（）
Episode.13・14に登場。山邑薫、理子兄妹の父母。ノスフェルに殺され、その眷属であるビーストヒューマンに変えられた。ある程度生前の時の記憶を持っていた。Episode.29では回想シーン（新規撮影）に登場。

山邑 理美（）
Episode.29に登場。山邑兄妹が引き取られた親戚の家の娘で中学生。2人の従姉にあたる。2人にとって文字通り姉のような存在。

保呂草（）
Episode.19・20（20は回想場面でのみ）に登場。年齢28歳。未だ芽の出ないカメラマンだが、姫矢が撮ったセラの最後の写真に感動して彼を目標としている。ビーストを目撃し、直前で保護していた姫矢のこともあって危険を顧みず撮影を行い、ゴルゴレムに捕食される。メモリーポリスにより、酔っ払って崖から転落したと死因を改竄された。
死後、彼のゴルゴレムとチェスターの映像写真は根来に強奪されて新聞の一面を飾るが、MPの「同じタイミングで他紙の一面に河童などの与太記事を掲載してその中に埋もれさせる」という対策で貶められてしまう。

潤平（）
Episode.19・20に登場。保呂草のアシスタントを務めている。年齢23歳。よく保呂草に怒鳴られていた。保呂草が死亡したその時の記憶を改竄されるも、彼の写真に対する情熱と思いを受け継いだ。

七夏（）
Episode.19・20に登場。グラビアモデルであり、飯山温泉でのポートレートの撮影中に飛行するストーンフリューゲルを目撃する。年齢20歳。現在の仕事に不満を持ち、辞めたがっていたが、記憶を改竄されつつも保呂草の熱意までは消されず、仕事への熱意を取り戻す。

山田 太一郎（）
Episode.21〜23に登場。民間のUFO研究機関「世界UFO研究所」のリーダー格。年齢51歳。とある街角にある古びたアパートの一室で下らない与太話をしていると思われているが、それはカモフラージュで実際はビーストに関する詳細な知識を有しており、シャノンの情報理論に基づいてビースト事件の真相を究明しようとしていた。保呂草が命を犠牲にしてまで撮影したゴルゴレムの写真を公開したことで、メモリーポリスに追われる根来に接触、保護する。山田の名前は、実は偽名であり、その正体は元FBI捜査官のウェイン・チャン。元同僚であったサイコメトラーのアラン・K・クドーが来訪者との交信者に選ばれたことで行方不明となったため、その消息を絶っていた。

青野 康（）
Episode.21〜23に登場。「世界UFO研究所」の一人。年齢25歳。派手なシャツを着ている。コンピューターが得意で、ネットを通じて根来のスクープを配信した。

広川 武雄（）
Episode.21〜23に登場。「世界UFO研究所」の一人。年齢36歳。髪をオールバックにしたスーツ姿の男性。ゲマトリア解釈法でビースト事件に隠された暗号を分析した。

松永 葉月（）
Episode.33・34に登場。松永管理官の娘。年齢18歳。行き違いの多い父親との諍いから、彼の持っていた資料に記録されていた憐について興味を持つ。メガフラシとの戦いの中で憐と瑞生を通じて父親の仕事を知り、ついに和解するが、その時の記憶は消されてしまった。

高槻 茂樹（）
Episode.EXに登場。平木詩織の元同僚で現役警察官。年齢32歳。お調子者で詩織が酔っぱらいを嫌いになった元凶。かつて詩織に告白しようとしていたが、その日にビーストと遭遇し、記憶を消されてしまった。その後、バグバズンブルードに遭遇したことで記憶を取り戻し、憐たちと共に事件の解決に尽力、詩織への恋愛感情をも思い出すが、事件解決後に再び記憶を消されてしまう。
秋子を思いやる高槻の男気には憐も感じ入るものがあったようで、ネクサスが高槻の望んだ方法でバグバズンブルードとバグバズングローラーに止めをさすことになるきっかけとなった。

表 秋子（）
Episode.EXに登場。平木詩織の元同僚で親友。年齢28歳。詩織からの通称は「アコ」で、高槻にプロポーズされ、記憶を消去される前の高槻がプロポーズしようとしていた詩織に嬉々として語った。しかし、その直後、バグバズンブルードに拉致されてしまう。最終的には無事に救出され、高槻と結婚出来た模様。

## ウルトラマンネクサス
宇宙から来た正体不明の謎の“光”。デュナミストとの同化で力と地球でも活動可能な肉体を得る。劇中では「光の巨人」「ウルトラマン」と呼称され、「ネクサス」という呼称はエンディングのコーナーのネクサス・シークレットファイルと最終回で孤門が1回だけ用いた。『ウルトラマンX』第20話への客演時にも、ラストで大空大地と橘さゆり副隊長がフルネームで「ウルトラマンネクサス」と呼称したのみである。
地球への適応能力が向上したことにより、容姿に差異が生まれ、銀を基調色とした第一形態・アンファンスから力を開放することで赤や青を基調色とした第二形態・ジュネッスにタイプチェンジ（変身）できる。また、頭部は各形態で共通だが、襟足ともいうべき場所がひれのように伸び、特徴的なデザインとなっている。
ジュネッスのエナジーコアの中心には、メタフィールドの展開時間制限を示すコアゲージ（カラータイマー）が出現する。ジュネッスのスタイルや姿はデュナミストによって異なる（『X』では別のデュナミストがジュネッスに変身しているが、阿部雄一曰く「現実的な事情でもあり、厳密には違う姿のつもりで見てほしい」とのこと）。
過去作品のウルトラマンと異なり、腕を進行方向へ立てない飛行スタイルを用いる。両腕には「アームドネクサス」と呼ばれる手甲を装備しており、ここから「クロスレイ・シュトローム」や「パーティクルフェザー」などといった必殺光線を繰り出すことができる。
ウルトラマン・ザ・ネクストやウルトラマンノアとは同一の存在であり、同様に胸に赤いY字状のエナジーコアと呼ばれるデザインが採用されているほか、究極最終形態ノアの特徴であるノアイージスが存在する背部の肩付近には、それを匂わせるクリスタルのようなものが存在する。
- デザイン画では、ネクストという名称もあった[23]。
- デザイナーの丸山浩によれば、ネクサスのデザインモチーフは「和」であり、頭部は兜、胸甲冑や肩は裃、ボディは日本甲冑、身体の黒い線は筆文字をイメージしている[38][39][3]。当初、デザインは中性的なものを目指したという[40]。また、非公式・遊びとしていくつかのジュネッスのデザイン案を公開している[41]。

### デュナミストの専用アイテム
歴代のデュナミストにネクサスの光と共に受け継がれていく3つのアイテム。
エボルトラスター
ウルトラマンネクサスに変身するためのアイテム。本体は短剣のような形状をしていて、普段は鞘に納まっており、その鞘から本体を引き抜き、天に翳すことで内部から放出された光のエネルギーに包み込まれて変身する（変身ポーズは一定していない）。デュナミスト以外、鞘を抜くことは不可能。鞘に収めた状態ではビースト振動波を捕らえて、ビーストを探知し、青い刀身の部分が心臓の音のように警告音が鳴って点滅して知らせる機能の他、バリアを張ったり、危機に陥ったデュナミストを別の場所へワープさせる能力も発揮。Episode.17では溝呂木の攻撃を防御し、Episode.22ではTLTに実験台として利用された姫矢を救った。モチーフは日本刀。
ブラストショット
デュナミストが使用する小型衝撃波動銃。強力な真空衝撃波動弾を発射し、小型のスペースビーストなら一撃で仕留められる。真空衝撃波動はバリヤーとしても使用可能。
空に向かって発砲することで、ストーンフリューゲルを召喚することもできる。召喚中はバリヤーを張り、デュナミストを守る。
普段はグリップとバレルを真っすぐにした状態（エア・バーストモード）で携帯し、攻撃時もこの状態で使う。バレル下部をスライドしてポンプアクションを行うことで波動弾を装填し、トリガーを引いて射出する。通常の装填は1発ごとに行わねばならないが、2発までなら連射できる。
ストーンフリューゲル召喚時にはグリップとバレルを折り曲げた状態（ガンモード）にし、上空にトリガーを引くことで行う。
憐はEpisode.EX（Episode.30では用心のために持ち出したが未発射）、凪はFinal Episodeで使用。孤門はデュナミストとなった直後に最後の戦いになったため、一度も使っていない。

ストーンフリューゲル
デュナミストが召喚する石柩。普段は適能者たちが見る夢の中に現れるネクサスの遺跡の神殿跡の奥深くで荒削りの岩のような形状で安置されているが、召喚されると虹色に輝く白を基調とした飛行体に変化して超高速で移動する。中にはデュナミストしか入れず、デュナミストは選ばれた者が夢の中でストーンフリューゲルに触れることで決定される。デュナミストはストーンフリューゲル内へ入ることで疲れを癒して傷を治療できるが、肉体に蓄積する根本的なダメージまでは癒せない。劇中で使用したのは姫矢のみ。
本編では再現されていないが、玩具ではクロムチェスターと合体させることが可能。
- 本編には未登場であったが、地上走行形態と思われるビークルモードが存在する。

### アンファンス
デュナミストが最初に変身するネクサスの基本形態。銀色に輝くその姿は各デュナミスト共通のもの。超スピードの飛行能力を持つ。
両腕に備わったアームドネクサスは、側面のエルボーカッターで敵を切り裂き、片手または両手を交差して敵の攻撃を受け止めることが可能。Episode.34ではメガフラシの電撃を受け止めたほか、Episode.09ではラフレイアの可燃性ガスに放たれたチェスターのバニッシャーを防いだ。パーティクル・フェザーをはじめとする各光線技や、ジュネッスへのタイプチェンジ発動の鍵ともなる。胸部のエナジーコアは、エネルギーを消耗すると点滅して活動限界時間を知らせる。
ノアやザ・ネクスト（アンファンス）のように銀色ないしグレーが体色のほとんどを占め、他のウルトラマンではやや均等に用いられる赤いカラーは、背部クリスタルとアームドネクサス部分の一部、そしてエナジーコアのみとなっている。
- 名前の由来はフランス語で幼年期を意味する「enfance」から[45]。デザイン画では幼体という名称もあった[23]。

#### 必殺技（アンファンス）
アンファンスの能力はジュネッスやジュネッスブルーも同様に使え、メタフィールドで使うと威力が増す。逆にダークフィールドで使用すると威力が落ちる。
アンファンスパンチ（Episode.01・34・EX・Final Episode）
カウンターパンチで大きなダメージを与える。Episode.01ではペドレオン（クライン）を叩き潰した。Episode.EXではエネルギーを拳にこめて放ち、バグバズングローラーを跳ね飛ばした。Episode.34ではメガフラシの電撃を左のアームドネクサスで防ぎつつ右手で放ち大ダメージを与えた。Final Episodeでは石堀＝ダークザギに命中する直前で止まり、そのままレーテの闇に捕らえられてしまった。
アンファンスチョップ
高くジャンプしたのち、落下する勢いで敵に叩き込む手刀。接近戦で多用した他、オーラミラージュで動きを止めたペドレオン（フリーゲン）には空中で放ち、地面に落下させてダメージを与えた。
アンファンスキック
キックで相手にダメージを与える。接近戦でノスフェルなどに放ったほか、敵の弱点を見極めたのち、空中から急降下しながら放つことで、スペースビーストの体を貫く威力があるとされる。
アンファンスパワー
突進してくるゴルゴレムを押さえつけたり、ノスフェルの牙と顎を掴んで口をこじ開け、ディバイトランチャーを放つ孤門を援護したりした。
アンファンスホイップ
敵の巨体を両腕で持ち上げ、投げ落とす技。3万t以上もの体重を持つバグバズンなどにダメージを与えた。
パーティクルフェザー（Episode.09・10・12・16・20・23・25 - 28・29DC版・30・31・36）
腕を振り、光粒子エネルギーのカッター光線を敵に向かって両手先から放つ。威力は低めで、主に牽制に用いられる。両手から同時に放つことも可能。ゴルゴレムの口吻を切断したこともあるが、クトゥーラの触手には通用しなかった。ジュネッスの場合は破壊力や切断力が数倍に強化されている。
クロスレイ・シュトローム（Episode.05・08・10 - 12・17・28）
両腕を十字に組んで合わせたアームドネクサスで光をスパークさせて右手から放つ光線。各ジュネッス形態でも使用可能で、各形態固有の必殺技に比べれば威力は劣るもビーストを撃破するほどの破壊力を秘める。Episode.05でバグバズンの翼を破壊した。ジュネッスで使ったものは、Episode.12でノスフェル（1度目）を倒し、Episode.08・11でダークファウストにダメージを与えたが、Episode.10ではダークシールドで防がれ、Episode.17ではダークメフィストに片手で弾かれた。ジュネッスブルーの使ったものはグランテラに致命傷を与えたが、アンノウンハンドが回復させてしまった。
発射前に抜刀のようなポーズを行い、十字を組む際には後から左手を持ってくる。
サークルシールド（Episode.07・24・35・Final Episode）
水面に生まれる波紋のような、青色に輝く円形状のバリヤーを体の前面に発生させる。Episode.07・24ではジュネッスで使い、それぞれダークフェザーとダークレイクラスターを防いだ。Episode.35ではメガフラシの電撃を防ぎつつジュネッスブルーになった。Final Episodeではジュネッスブルーで使い、やや押され気味ではあったがグラビティザギを防ぎ切ることに成功している。
セービングビュート（Episode.02・03・21・29DC版・33）
敵を打ちのめして戦闘力を奪ったり、人々を助けることに使う手の先から伸ばす光の鞭。Episode.02では救助のために、Episode.21では逃げるゴルゴレムを引き止めるためにジュネッスで使用。Episode.29のディレクターズカット版ではバンピーラから救出した孤門を安全な場所に運ぶために念力光線を使っている。Episode.33でも救助のために使ったが、メガフラシの虹状波動に弾かれた。基本的な強度は怪獣を縛り、放り投げることができるほど頑丈。
マッハムーブ（Episode.05・06・23・33・34）
体を光らせて地上を音速のスピードで移動し、敵の背後に回り込んで攻撃する。Episode.05・06では敵の後ろに回り込むために（Episode.06ではジュネッスで使用）Episode.23ではクトゥーラの触手を迎え撃つため、さらに敵を追って別位相に飛び込むために、Episode.33では救助のために、Episode.34では空中でメガフラシに接近するために使用。
オーラミラージュ（Episode.04）
全身から発するオーラで敵の動きを封じる。Episode.04で飛行するペドレオンの動きを止め、地面に叩き落した。Episode.11ではダークファウストのダークレイ・ジャビロームを受けた後、ジュネッス状態で似たような発光をしながらクロスレイ・シュトロームを放ったが、この時は効果が無く、同一のものであるかは不明。
スピニングクラッシュキック（ネクサストルネードキック）（Episode.34）
右足を発光させてドリルのように回転しながら放つ急降下キック。回転に伴い炎の竜巻が形成される。メガフラシに大ダメージを与えて撤退させた。
コアファイナル（Episode.24・29DC版・Final Episode）
エナジーコアが点滅するのではなく光り輝く現象。アンファンスの隠された能力が解き放たれる。Episode.24ではエナジーコアから発せられる光で自らを取り込もうとした暗黒の蔦を弾き飛ばし、Episode.29ディレクターズカット版ではバンピーラの糸を焼き切り、さらにFinal Episodeでは忘却の海・レーテに蓄積された闇を吹き飛ばすなど、真の力の片鱗を見せた。そしてダークザギとの最終決戦では、孤門の変身したネクサスを本来なれないはずの姫矢のジュネッス、憐のジュネッスブルーに変化させ、遂にはウルトラマンノアへの究極最終変身を成し遂げた。

### ジュネッス
デュナミスト自身の力を解放してアンファンスから二段変身した戦闘形態。姫矢准の変身するジュネッスは赤や黒の比率が多く、力強く堅実な戦い方が特徴。戦闘用亜空間メタフィールドを展開して現実世界と隔離することで、周りの世界に被害を与えたりすることなく、本来の力を発揮して戦える。生体甲冑を形成する胸部にはコアゲージが現れ、メタフィールド内での3分間という限られた活動時間のタイムリミットを刻み、さらに生命の危機に至るほどの衰弱時にはエナジーコアも点滅する。最終話では孤門もこの形態に変身した。
- デザインモチーフは上級武士の着る裃袴[49]であり、肩には鎧の肩当てのような板状のプロテクターが存在する。
- 名前の由来はフランス語で成年期を意味する「junis」から[45]。

#### 必殺技（ジュネッス）
フェーズシフトウエーブ（Episode.03・04・06・07・09 - 13・17・19・20・26 - 31・EX）
ジュネッス、ジュネッスブルー共通の位相を光の波紋で褶曲させてメタフィールドを展開する光線。基本的に展開時は黄金の光が滝のように降り注ぎ、地表からは水泡のような光が立ち昇る現象を起こす。メタフィールドの外殻はウルトラマンの身体を構成する物質の組成と同じであり、ウルトラマンの身体そのものから作り出されている。デュナミストの体にダメージが蓄積しすぎると使えなくなる。基本的にビーストを隔離し殲滅するためにメタフィールドを展開するが、メタフィールドはビーストの力を抑え自身も本来の力で戦える機能も持つ。Episode.EXでは、憐の姿から変身と同時にメタフィールドを展開している。
毎回有利なフィールドで戦っているように見えるが、ダークファウストのダークフィールドに侵食されるなど、逆にピンチに陥ることも多い。また、Episode.32では構えた直後にダークメフィスト（ツヴァイ）に放たれたダークレイフェザーを回避したために、Episode.34ではメガフラシが既に侵食できない別位相を作り出したため、Episode.35では展開直前に背後からガルベロスの攻撃を受けたため、それぞれ不発に終わっている。
どちらかと言えば、自己を有利にするよりもビーストの隔離・人命の保護などのために用いる面が強い。
ジュネッスパンチ（Episode.04・24）
ストレートパンチで大きなダメージを与える。Episode.04では、ペドレオン（グロース）の身体を抉った。ダークメフィストとの最終決戦では、空中で必殺光線同士の衝突で発生した爆発に紛れて突進、次の攻撃を撃とうとするメフィストにパンチを決めてエネルギーを暴発させた。
ジュネッスキック（Episode.04・Final Episode）
キックで相手にダメージを与える。ペドレオン（グロース）を一撃で跳ね飛ばした。飛び蹴りや前蹴り、回転蹴りなどパターンは豊富。
オーバーレイ・シュトローム（Episode.04・16・18・21・24・Final Episode）
両腕のアームドネクサスを前方で交差させた後、それをガッツポーズし、そしてV字型に伸ばし、両腕のアームドネクサスをL字型に組んだ状態で凄まじい光エネルギーの奔流を発射、敵を分子レベルで分解、消滅させるジュネッスの最強技。エネルギーの消耗が激しいため、1回の変身につき1発しか撃てない。ペドレオン、ノスフェル（3度目）、ガルベロス（2度目）の他、ストライクバニッシャーの効かないゴルゴレムも倒した。Episode.19ではゴルゴレムに発射しようとしたが、ガルベロス（2度目）戦での負傷でひるんで不発に終わった。Episode.24ではメフィストのダークレイ・シュトロームに相殺され、Final Episodeではジュネッスに変化後すぐにダークザギに放つも寸前で耐え切られた。『決戦!ウルトラ10勇士!!』では ダークメフィスト（エタルダミー）を倒し、さらには謎の時空城を破壊した。
従来の必殺光線と異なり、怪獣は爆発せず青い粒子にまで分解され、その粒子が空気中で消滅するという特徴を持つ（映画『ULTRAMAN』のザ･ワン消滅時に近いが、あちらは分解後粒子が消滅しない）。ただし、『劇場版 ウルトラマンX きたぞ!われらのウルトラマン』にてスペースビーストでもウルティノイドでもない閻魔分身獣ツルギデマーガに使用した際には粒子分解されずに爆発した。
コアインパルス（Episode.06・16）
これもジュネッス専用。エナジーコアから強力なエネルギー光線を放射して敵を分子レベルで分解させる光線技。Episode.06でガルベロスを倒した他、Episode.16でダークメフィストに大ダメージを与えて撤退させた。書籍によっては凄まじい熱量を誇る光線であると解釈されている場合もある。
ネクサスハリケーン（Episode.04）
巨大な竜巻状のエネルギー波を作り出す。ペドレオンを巻き込んで回転させて地面にねじ込ませて動きを封じた。類似した性能を持つ技もなく、作中を通じて一度しか披露されていない、希有な技。
ボードレイフェザー（Episode.15・16・EX）
高速飛行しながら、両手で三日月型の光刃を発射する。Episode.15で空中旋回しながら12発連続で発射するも、ダークメフィストに全てかわされてしまった。
スピルレイ・ジェネレード（Episode.24）
アームドネクサスで敵の攻撃を受け止め、それを光エネルギーに変換して撃ち返す技。ダークメフィストとの最終決戦で使用、ハイパーメフィストショット7発を全て受け止め、纏めて変換して撃ち返し、大爆発と共にダメージを与えた。

### ジュネッスブルー
千樹憐が力を解放して変身するジュネッス。形状は姫矢のジュネッスと同じだが、ジュネッスブルーの名の通り、青い体色となっている。右腕のアームドネクサスはノーマル・ソード・アロー・ファイナルの4つのモードを形成するアローアームドネクサスに変化している。憐が短命ゆえに自分の身を守ることを考えず、俊敏な動きで前のめりに思い切りぶつかっていく戦い方が特徴。Episode.35で憐が凪に誡められてからは自分の身を守ることも行うようになり、ガルベロス戦ではプロレス技も披露した。ジュネッス同様、最終話では孤門もこの形態に変身した。
設定上は「今までのネクサスが使っていた強力光線はジュネッスブルーのスタイルでも発射可能」とあるが、本編で使った技はジュネッスのボードレイフェザーとフェーズシフトウエーブのみである。前者はEX編でバグバズンブルードに使い、4連射でダメージを与えた。
DVD第8巻の表紙ではオーバーレイ・シュトロームを思わせるポージングを取った写真も存在する。
- デザイン画ではツヴァイという名称もあった[23]。初稿の段階では脚本の長谷川から不良というイメージが伝えられていたため、2稿ではファッションタトゥー的なイメージが入っている[23]。オレンジのカラーリングも検討されていた[23]。未使用に終わっているが、変身者にもタトゥーが入っていると思ってそのデザインも描かれている[23]。肩パーツの裏の放射線状のモールドは『宇宙戦艦ヤマト』の波動砲のゴツゴツしたイメージで描かれていたが、造形ではスジ彫になっている[23]。

#### 必殺技（ジュネッスブルー）
アローレイ・シュトローム（Episode.28・29・31・32・EX）
エナジーコアの光を右腕のアローアームドネクサスに投影してアローモードを形成、光の弓を引き絞り、そのまま超高速の光の弓状の破壊光線を放つジュネッスブルー専用の必殺技。広い命中範囲と極めて高い切断・貫通性能を持ち、対象を粒子にまで消し去る。グランテラ、バンピーラ、リザリアスグローラー、ダークメフィスト（ツヴァイ）を倒した。
オーバーレイ･シュトロームとは異なり、爆発することが多い。ただし、その中にも飛散し消滅する粒子を見ることができる。
- モチーフはウルトラセブンのアイスラッガー。

オーバーレイ・シュトローム
ジュネッスと同じ専用技。
コアインパルス
ジュネッスと同じ専用技。
オーバーアローレイ・シュトローム（Episode.36・Final Episode）
アローアームドネクサスから発生するエナジーコアの光の弓（アローレイ・シュトローム）と光の剣（シュトロームソード）がファイナルモードを形成し、不死鳥のような巨大な光の矢を発射するジュネッスブルー専用の最強必殺技。アローレイ・シュトロームとは異なり、発射までのポーズを省略して放っている。大量のエネルギーを消費するため、最終局面でしか使えない。Episode.36で空中から起死回生の一撃を放ち、イズマエルを倒したが、ダークザギには片手で弾かれた。
ネクサスハリケーン
ジュネッスと同じ専用技。
ボードレイフェザー
ジュネッスと同じ専用技。
スピルレイ・ジェネレード
ジュネッスと同じ専用技。
シュトロームソード（Episode.27・28・30・35）
アローアームドネクサスから凄まじい熱量を放出している光の剣を伸ばしてソードモードを形成、敵を一刀両断する必殺技。リザリアスとガルベロス（3度目）を斬り倒した他、グランテラの光弾を切り払うなど防御にも転用している。この技で倒されたビーストも粒子化する場面がある。
ジュネッスブルーパンチ
ストレートやアッパーカットなどのバリエーションを持つパンチ。
ジェネレードナックル（Episode.27・EX）
ジュネッスパンチ以上の威力を持つ、全身のエネルギーを拳に込めたパンチ。Episode.27ではパーティクルフェザーを空中から放った直後続けざまに放ちグランテラにダメージを与えた。Episode.EXではバグバズンブルードに大ダメージを与え、巨体を維持できなくさせて自己崩壊させた他、アンファンスの状態でもバグバズングローラーに使った。
ジュネッスブルーエルボー
敵の頭部などに両腕の肘を打ち込み、戦闘力を低下させる技。
ジュネッスブルーキック
回し蹴りや飛び蹴りなどのバリエーションを持つ。初登場時はジャンプキックを披露した。
ジュネッスブルーホイップ
敵の尻尾を掴んで振り回し、持ち上げた敵を後方へ投げ飛ばす技。
ナックレイジェネレード（Episode.35・EX）
敵の攻撃を浄化して拳から撃ち返す技。Episode.EXでは地面から噴き出すダークフィールドGのエネルギーを集め、光エネルギーに変換して放つことで、ストライクバニッシャーの通じないバグバズングローラーを倒した。Episode.35ではサークルシールドで防いだメガフラシの電撃の一部を変換して撃ち返し、ダメージを与えた。同様の性質を持つジュネッスのスピルレイ・ジェネレードの発展系であり、フィールドにある闇そのものを変換して放つことも可能。

### 他ウルトラシリーズへの出演
『劇場版 ウルトラマンギンガS 決戦!ウルトラ10勇士!!』
アンファンスとジュネッスが登場。本作品では必殺技を放つ際に技名を叫ぶ。エタルガーとの戦いにてアンファンスの姿で封印されるが、物語後半で復活を果たす。姫矢と同じ言葉を他のウルトラ戦士たちに伝え、エタルガーによって自身の記憶から具現化されたダークメフィスト（エタルダミー）との対決に勝利する。最後はクロスオーバーフォーメーションとなって他のウルトラ戦士たちと共に時空城を破壊し、元の世界へ帰っていった。
本作品の公開に先駆け、『新ウルトラマン列伝』第85話では、ネクサスとダークメフィストの因縁について姫矢と溝呂木の戦いの軌跡が取り上げられた。
『ウルトラマンX』
第20話「絆-Unite-」に、アンファンスとジュネッスが登場。ストーンフリューゲルを介し、この世界でのデュナミストにXio副隊長の橘さゆりを選ぶ。カナダでベムラーを単身撃破し、新宿でバグバズンブルードをウルトラマンエックスと共に撃破した後、分離したさゆりにエックスの変身者である大空大地へのメッセージとして「あきらめるな」と残し、大地のエクスデバイザーには自身のサイバーカードを転送した。 ラストシーンでは、大地から初めて「ウルトラマンネクサス」と呼称された。
- さゆりがネクサスに変身するという展開は、本作品でさゆりの主役回がなかったことと、『ネクサス』で凪がネクサスに変身する展開が中途半端に終わっており、女副隊長という共通点から想起された。初戦でバグバズンブルードを殴り潰す描写や終盤の新宿での戦闘は、『ネクサス』をオマージュしたものである。また、ベムラーとの戦闘は『ULTRAMAN』のビースト・ザ・ワンがベムラーをオマージュしていたことに由来する。
- 脚本ではクライマックスの戦闘は街中となっていたが、監督のアベユーイチが各所に相談し、メタフィールド内での戦闘が描写されることとなった。背景の照明は当時の機材のほか、照明の泉谷しげるが新たに4台を用意した。
- 『ネクサス』で孤門を演じた川久保拓司がさゆりの夫・橘祥吾役として友情出演しているが、さゆりがデュナミストとして選ばれることや川久保が出演することについての情報は、オンエアまで秘匿されていた。川久保は、祥吾を演じるに際して設定上は別人ながら孤門を意識した演技を行っている。脚本ではエボルトラスターが出現する際に「あきらめるな」という声が聴こえるという描写があり、それを川久保が演じるという案もあったが、演出上では誰がネクサスなのか混乱するため、「あきらめるな」のように聞こえるSEが入れられる形となった。

『劇場版 ウルトラマンX きたぞ!われらのウルトラマン』
ジュネッスが登場。人々の想いを受けたサイバーカードから、ウルトラマンゼロ・ウルトラマンマックス・ウルトラマンギンガ・ウルトラマンビクトリーと共に召喚される。エジプトのカイロにてザイゴーグが生み出したツルギデマーガの1体と戦い、エクシードXのサイバーウィングから放たれた希望の光のエネルギーを浴びて威力が増したオーバーレイ・シュトロームで撃破する。

### ウルトラマンノア
Final Episodeにて登場したネクサス究極最終形態（ウルティメイトファイナルスタイル）。劇中では未呼称。ネクサスでは敵わなかったダークザギを圧倒した。詳細はウルトラマンノアの項を参照。

### 関連する能力を持つ戦士
ウルトラマンギンガビクトリー
ネクサスの能力を使用可能。
ウルトラマンオーブ スペシウムシュトローム
ウルトラマンジード ノアクティブサクシード
ウルトラマンジード テトライトクロス

## TLT
Terrestrial Liberation Trust （地球解放機構）の略称でティルトと読む。人類にとって脅威となるスペースビーストを極秘裏に撃退するため、国家の枠を越えて設立された、超法規的権限を持って人知れず活動する世界規模の組織で一般には非公然の特務防衛機関。スペースビーストの発見、調査、研究、捕獲もしくは殲滅などが主目的である。北米に本部を持つ。
当組織は極秘となっているため、TLTおよびウルトラマンネクサスやスペースビーストなどの関連などを知った一般人はメモリーポリスによって記憶を消去される。
劇中で活躍するのはTLT日本支部（TLT-J）で、関東地区に存在するダムに偽装した関東第3支部基地（フォートレスフリーダム）が活動の中核を担っている。
- 企画段階では「レッドトルーパー」という赤を基調にした組織も登場する予定だった[注 17]。漫画版10話では、吉良沢によって、「ナイトレイダー」と協力して救助活動に当たっていることが語られている。

### フォートレスフリーダム
日本でのTLT組織「TLT-J」の一角を担う、TLT-J第3基地。関東エリアのとある山間部の巨大ダムに偽装された湖底に建造された。515名の隊員を擁するこの施設は東郷・相馬・小柳の3人の指揮官を長とし、関東エリアのビースト関連の事件に関する一切の権限が集約される。
基地内下層部にはナイトレイダーのメンバーが常駐するコマンドルームが置かれ、ここにはブリーフィングスペースやブレイクスペース、出動時の装備が収めてあるロッカー、隊員たちをクロムチェスターのコクピットへ打ち上げるシューターブースが完備されている。他にも基地内部には、クロムチェスター各機を収納したコンテナハンガーがある格納庫や発進ルート、メンテナンス工場などのメカ施設に、TLT作戦参謀・吉良沢が常駐し、ビースト殲滅作戦をナイトレイダーに伝達するCIC（Combat Information Center）、隊員たちの個室や射撃訓練場、会議室、研究室、留置場などが置かれ、さらに地下最深部にはTLT-J中央コントロールルームと大型記憶消去装置・レーテが鎮座する「セクション0」が存在する。また、チェスター各機の3つの発進口はダムの壁面に偽装されており、出動時に展開する。
- 基地の外観であるダムには東宝ビルドに近かった宮ヶ瀬ダムが用いられている[60][61][23]。

### ナイトレイダー
スペースビースト撃滅を目的としたTLT-Jの対スペースビースト要撃チーム。正式名称は「TLT-J戦略特殊任務班」で、「ナイトレイダー」は「夜襲部隊」を意味する通称。
極秘裏にスペースビーストを殲滅することが任務で、TLT内部や関係組織の精鋭メンバーが集められている。前述のようにその存在自体は極秘であるため、適性検査は一般的な検査を装って行われ、入隊が正式に決まっても、その存在を家族や恋人にすら伝えることは許されていない。本作品の主人公・孤門一輝が所属するのは「ナイトレイダーAユニット」である。設定上はAユニット以外にも複数のアナザーユニットが存在するとされているが、本編には登場せず、Episode.17でのセリフやFinal Episodeの複数のクロムチェスター部隊で暗示されるのみとなっている。

#### 武器・装備
NRスペシャルスーツ
濃紺とブラックを基調とした隊員服で、気密性が高く、耐熱・耐寒仕様で生命維持機能も持つ。水中や宇宙空間でも活動可能。出撃時にはアーマードベストや、両膝・両肘にプロテクトアーマー、手首にグローブ、腰にサバイバルベルトを武装する。
- デザインは酉澤安施が担当。

パルスブレイガー
ナイトレイダー隊員が左腕に装着する小型万能ユニット。データ分析や通信機能、索敵機能を備え、ナビゲーションシステムとしての運用も可能。威力は低いものの光線銃や電撃攻撃など攻撃用武器としても使える。冷却弾や火炎弾、麻酔弾といった特殊弾も存在し、前者はバグバズンを凍結させて動きを鈍らせた（後者は本編未登場）。
NRメット
任務時に被る戦闘ヘルメットで、頭部保護や過酷な状況での行動に機能する。データリング機能や暗視スコープ機能も搭載し、クロムチェスター搭乗時にはバイザーが照準器となる。
- デザインは酉澤安施が担当。

ディバイトランチャー
ナイトレイダーが出動する際に携行する対スペースビースト用大型分離銃砲。エネルギー弾を3つの銃口から射出して1点に集約することで1本の強力なビーム砲となる。通常はビーム砲形態だが、グリップとマルチトリガーを組み合わせることでハンドビームガン形態のディバイトシューター、分割パーツを組み替えることでビームサブマシンガン形態のディバイトガンナーにもなる。ディバイトシューターは威力は低いものの携帯性に優れ、ディバイトガンナーは連射力に長けている。運用に当たっては隊員それぞれの指紋認証登録が施されており、隊員以外の者は使えないようになっている（Episode.EX）。劇中ではクライン体のペドレオンやアラクネア、フログロスなどの小型ビーストを殲滅しており、大型ビーストにもダメージを与えることが可能。強化装甲弾、ナパーム弾の装填も可能であり、後者でバグバズンを殲滅している。吉良沢も石堀と対峙した際にディバイトシューターを使用した。

#### チェスターシリーズ
ナイトレイダーの主力戦闘機であるスペシャルマルチロールファイターで、メインカラーは青。クロムチェスター各機は垂直離着陸能力を持ち、オプチカムフラージュシステムで機体を消すことで、目的の隔離地域まで隠密に行動する。
- ウルトラシリーズのデザインなどを手掛けている野中剛は、ブロック換装方式など少しリアリティに欠けたギミックは、「ムゲンバイン」の影響下にあるものと推測している[69]。

クロムチェスターα
高い運動性を有する小型戦闘機。巨大ビースト攻撃の際の切り込み隊長的位置付けにある。
武装は両舷部のスラスターユニットから発射されるホーミングマイクロミサイルスパイダーミサイルと下部に装備されたバニッシャーレーザーキャノン。このキャノンモジュールはストライクフォーメーション時にはストライクバニッシャー発射に使われる。
主な搭乗員：孤門一輝、西条凪（クロムチェスターδ投入後は凪が一人で操縦。また、クロムチェスターγ投入までは詩織も同型機に凪と2人乗りをしていた）
- 主翼の角のモールドには左側には赤、右側には明るめの緑が塗られる予定であったが、本編ではモールドのみとなっている。

クロムチェスターβ
通信や索敵機能に優れた指揮官専用小型戦闘機。バトルフィールド内での状況を正確に見極めて分析して的確に指示を下し、殲滅任務を遂行するための作戦の要となる。
機体両舷部のドラム部分に内蔵されたメガレーザーと、機首部に装備された実弾掃射も可能なレーザーバルカンが武器。前者はメガキャノンフォーメーション時の主武装となる。
主な搭乗員：和倉英輔（クロムチェスターγ投入までは石堀も搭乗。Episode.11での合体訓練では、凪が操縦）
- 彩色設定では、「META-FIELD INTRUDER」の文字が動力源のようなパーツにあったため、δではなくβがメタフィールドへの単機突入であったとも予測できる。

クロムチェスターγ
Episode.04から実戦に投入された機体。大型の高出力メタルジェネレーターを搭載した独特な形状であるが、高い機動性を有し高速飛行も可能な小型高速機。最高速度はαの2.5倍となっている。ストライクフォーメーション時の動力源ともなる。下部のキャタピラによって地上での高い走破性も併せ持つ。
武装はメタルレーザー2門とビースト振動波によって敵を捕らえるマイクロミサイルアビロックなど。
主な搭乗員：石堀光彦、平木詩織（Episode.04では石堀の代わりに凪が搭乗）
- 彩色設定では、本編よりも動力源と思われるパーツが巨大に描かれ、コクピットが太く短かった。

クロムチェスターδ
Episode.20で戦力強化のためにナイトレイダーに配備された最新鋭機。他のクロムチェスターとは違い単機でのメタフィールドへの突入が可能。
主な武装は4基のハイパージェネレーターユニット部分に内蔵されたビーム砲・クアドラブラスターとチェスターγより強力なアビロック。
主な搭乗員：孤門一輝（Episode.31では凪が、Final Episodeでは和倉が操縦した）

ストライクチェスター
Episode.09で初登場。α〜γ機がストライクフォーメーションで変形合体したメタフィールド突入形態。合体コールは「セット・イントゥ ストライクチェスター」。
γ機に搭載されたメタルジェネレーダーでスピードパワーを増幅・制御することで、俊敏な高機動力を維持しつつ驚異的な攻撃力を有する。亜空間メタフィールドへの突入が可能。しかし、合体時の過程の大部分は電磁特性の特殊性からマニュアル操縦を余儀なくされる。
主装備は機体上部の砲塔から発射されるビーストにも致命打を与えられる光線ストライクバニッシャーであり、ストライクバニッシャーの発射砲からは緑の光弾も連射可能。さらにαのスパイダーやγのアビロックも同時に発射できる。
ネクサスとペドレオン グロースの戦闘で発生したメタフィールドに孤門のα号も巻き込まれた際に得たデータを基に、本形態への合体とメタフィールドへの突入が可能となった。

メガキャノンチェスター
α〜γがメガキャノンフォーメーションで合体した陸戦機動砲形態。合体コールは「セット・イントゥ メガキャノンチェスター」。
メガレーザーの砲身を伸ばして使う超高出力のメガキャノンがメタルジェネレーターを最大限に使うことで可能になる。だが、その際は180秒しか稼働限界時間がない。陸戦機であるため機動力には欠けるが、ストライクチェスターのストライクバニッシャーの出力を25%高めたメガキャノンバニッシャーを発射でき、この形態でもスパイダーやアビロックを同時発射できる。透明な敵を実体化させるスキャニング・パルスを装備している。陸戦用だが浮遊能力なども有している。
登場はEpisode.14・19・20のみで、憐編においては、オープニング映像のみの登場。

ハイパーストライクチェスター
Episode.24で初登場。ストライクチェスターにδ機が可変合体した形態。合体コールは「セット・イントゥ ハイパーストライクチェスター」。
不安定であったメタフィールド突入機能を初めとした各性能が強化。デュナミストだったころの姫矢を捕らえた際にビースト振動波を照射して得たデータを基に、ウルトラマンネクサスが放つオーバーレイ・シュトロームと同等の威力を持つウルティメットバニッシャーも装備された。組成データを書き換えて、エナジーコアに放てば、ウルトラマンにエネルギーを与えることができる。最初の発射は凪が担当し、クトゥーラを撃破した。ダークメフィスト戦では3発使用され、発射は全て孤門が行った。1発目は直撃させてダメージを与えることに成功。2発目はダークレイフェザーで防がれてしまう。3発目はネクサスの回復に使われた。その戦闘の後、アンノウンハンドによりデータを抹消されて使えなくなり、使用はEpisode.24のみだった。その後はハイパーストライクバニッシャーが装備され、メガフラシの殲滅に成功している。
ディグチェスター
α〜γが合体した地中戦車形態。本編未登場で、玩具で再現可能。
α〜γがディグフォーメーションにより合体した形態。地中用のため、ドリルがγから展開されている。実用化に向け開発が進められており、メタルジェネレーダーを利用したディグバニッシャーの使用が可能になる。
- 設定画のみ存在している。

### メモリーポリス
ビースト事件を世間から隠蔽するためのTLT-Jのチームで、通称・MP。リーダーは首藤沙耶。ビーストやウルトラマンを目撃した人々を保護し、その被害者から事件の記憶をメモレイサーと呼ばれる機器で消す。マスメディアに対しても強い影響力を持っているらしく、ビーストやナイトレイダーの写真が週刊誌に掲載された際には、他誌の一面に同様のゴシップ記事を掲載させるなどの撹乱工作も行っている。
「この世界には知らない方が幸せなこともあり、秩序維持を優先すべき」という理論と、恐怖を餌とするスペースビーストの発生防止が組織の存在理由である。それは同時にウルトラマンに助けられた記憶も消すことであり、ウルトラマンと人類との絆を奪ってしまうことにもなった。
メモレイサー
来訪者の記憶処理システム・レーテの端末で、人間の記憶を消去する機能を持つ。外観は携帯電話に偽装されている。
消去可能な記憶はスペースビーストやナイトレイダー、ウルトラマンに関することに限られており、消去後も多少の影響が残ることがある。
逆にスペースビーストに関する記憶のみが残り、他の全ての記憶を抹消されてしまう事例もあった。

### ホワイトスイーパー
白い化学防護服を着た特殊部隊で、事件現場で残留したビースト細胞などの遺留品を回収や分析、処分することを担当する。自動小銃で武装している。

#### メカニック
TLT輸送機
Episode.35に登場する垂直離着陸能力を有する大型航空輸送機。重要人物や兵器を輸送するために使用され、倒れた千樹憐をフォートレスフリーダムに強制移送する際に使用されている。
- ミニチュアは『ウルトラマンティガ』などに登場したTPC1をリペイントしたもの。

### TLT一般隊員
フォートレスフリーダム内の警備やミッション現場の封鎖活動、MPやホワイトスイーパーのバックアップを行う隊員たち。その任務上、強引で力ずくな態度を崩さず、事件に巻き込まれた民間人に対しても容赦はしない。
自動小銃で武装しており、暴徒と化した人々に殴られながらも威嚇射撃することもあった。

## 用語
ULTRA N PROJECTも参照。
デュナミスト（適能者）
ウルトラマンネクサスは「デュナミスト（適能者）」と呼ばれる光に選ばれた人間と一体化することで、地球上でその姿を保っている。いわば、ウルトラマンネクサスに変身できる者を言う。デュナミストは複数人存在する。ただし、雑誌などでの各ウルトラヒーローの紹介で孤門のみが紹介されることがある。
第1のデュナミストは映画『ULTRAMAN』に登場しウルトラマン・ザ・ネクストに変身する真木舜一であり、本作品に登場するデュナミストはそれに続く2人目、3人目と呼ばれる。真木の消息については本作品では一切語られず、映画を流用した回想シーンのみに登場。『ウルトラマンX』にてXioの副隊長、橘さゆりがデュナミストに選ばれた。
メタフィールド
ウルトラマンネクサス（ジュネッス/ジュネッスブルー）がアームドネクサスの右部分から作り出す不連続時空間。現実世界からは不可視の空間で、吉良沢が命名した。ここにスペースビーストを引き込むことでウルトラマンネクサスは本来の能力や戦闘力を最大限に発揮することができ、必殺技の威力も大幅に上がる。反面、ウルトラマンが自らの存在の一部を雲のように拡大させたもので、命を削って作りだしたため、形成できる時間は僅か3分間のみでタイムリミットを過ぎると回復不能なダメージを負ってデュナミストは死亡してしまう。スペースビーストの素粒子の存在率を阻害することで、χ粒子の発生率を減少させ、ビーストへのエネルギーの供給率を下げる効果がある。
ダークファウスト登場以降は、ビーストを人々から隔離する目的で展開することがほとんどとなるが、デュナミストが衰弱するとメタフィールドを張る力も失われる。
赤土のような色合いの地面に発光する物質があり、空もオレンジがかったオーロラのような光が満ちている。
内部の広さと発動時の範囲は無関係であり非常に広範囲だが（ウルトラマンが広範囲を移動するシーンが何度かある）、特定範囲で連続面は停止しているらしく、ファウストに弾かれたパーティクルフェザーが外部に飛び出したこともある。
- 「平成3部作」が制作予算が破格であったため、大幅に減った制作予算の採算を重視し、制作予算の効率化を目指して工夫された設定である。本作品から特撮シーンがビデオ撮影に移行したことに伴い、少ない光でも表現できるようになった。

スペースビースト（異生獣）
正体不明の人食いの怪物。人間サイズから数十メートルまで大きさはまちまちで、小型の物が多数合体して巨大になることもある。生物としての特徴も個体によって全く異なる。ザ・ワンの分散した細胞が地球上の動植物やエレメントを取り込み、χ因子が影響して変身させることで多くは発生する。そのため、全てのビーストにはザ・ワンの体表に似た特徴がある部位を持つ。来訪者と水原沙羅の言葉では、人々の闇への恐怖がビーストを呼び、そのビーストへの恐怖の記憶がさらなるビーストを呼ぶとされている。
既に多数の犠牲者が出ているが、隠蔽工作によって事故・行方不明として処理されているため、一般人にはその存在は知られていない。しかし作品後半では徐々に存在が知られつつあると思われる描写がある。
高度な知性体の持つ恐怖の感情を捕食して生きる生命体であることは本編で判明するが、それ以外の点についてはほとんどが不明。
最終話でダークザギが倒された後も出現し続けているが、TLTによって掃討されている。
ダークファウスト
“光”であるネクサスに正対する“影”の存在。劇中では最初に人類の前に現れた、二本角の闇の巨人。「ダークレイ・ジャビローム」などといった必殺技でネクサスを苦しめる。スペースビーストを操ることも出来る。ウルトラマンが展開するメタフィールドを利用してダークフィールドを作り出せる。
その正体は、溝呂木眞也に操られ変身した斎田リコ。劇中では後述のダークメフィスト共々「黒いウルトラマン」「黒い巨人」とも呼ばれる。
ダークメフィスト
溝呂木眞也が、変身アイテム「ダークエボルバー」で変身した闇の巨人。ダークファウストと同等以上の能力を持ち、こちらもダークフィールドを展開出来るが、ウルトラマンのメタフィールドを利用せず自力で可能。
ダークメフィスト（ツヴァイ）
メモリーポリスの三沢広之がアンノウン・ハンドに操られ、変身した姿。溝呂木のダークメフィストと同等の能力を持ち、同じ姿をしているが、感情が高まると両目が赤く発光するのが特徴（ダークメフィストの目は黒）。
ダークザギ
アンノウンハンドの正体。かつて失った自分の体を復活させるため、山岡一研究員の姿、石堀光彦の名を借りて暗躍していた全ての元凶。劇中では「黒い巨人」とも呼ばれている。その正体は最初のウルティノイドであり、来訪者たちがノアなきあと母星を守るために創造した人造ウルトラマン。
凪の憎しみの心を利用してウルトラマンの光を奪い、遂に復活するが、孤門が変身したウルトラマンネクサス＝ウルトラマンノアの前に敗れ去る。
ダークエボルバー
溝呂木眞也、三沢広之がダークメフィストに変身する際に用いるバトン型のアイテム。ネクサスのエボルトラスターと同様にダークメフィストの暗黒適能者となった者に受け継がれていく。両端の黒いハンドルを握って本体を伸長させることで中央から放出された闇のエネルギーが暗黒適能者を包み込んでメフィストに変身させる。変身前の武器としても使用可能で、両端から真空衝撃波動弾を発射するほか、敵が放った光弾を一振りで弾き返すこともできる。モチーフは薙刀。
ダークフィールド
闇の巨人（ダークファウスト、ダークメフィスト）が展開する「絶対の闇の空間」。メタフィールドと同じく、現実世界からは不可視の空間。このフィールド内では、闇の巨人とスペースビーストの能力が増大され、ウルトラマンの力を奪う。
闇の巨人はメタフィールドの正負の符号を転換させて干渉・無力化させるカウンターフィールドであるダークフィールドに変質できるが、ネクサスはダークフィールドに干渉できないため、ネクサスは常に不利な戦場で苦戦を強いられることとなる。Episode.13では若干干渉は出来たものの、溝呂木に妨害された。
メタフィールドとほぼ同じ空間であるが、空の色は赤黒く、不気味な光が不規則に明滅している。
アンノウンハンド
ジュネッスブルーとナイトレイダーのまえに突然現れた不定形な闇の力。ダークフィールドG（GはGeneratorの短縮、吉良沢が命名）という新たな空間を作り出し、ビーストのエネルギー値を上昇させ、再生・強化変身を行う。TLT内部に潜み、暗躍する。その正体はダークザギ＝石堀光彦。
怪物バンニップ
劇中でその存在が語られていた都市伝説。一つ目の鳥を引き連れており、遭遇したものはバンニップに殺され、一つ目の鳥の姿を見た生存者は記憶を消されてしまうという。スペースビーストによって多発する原因不明の失踪事件と、関係者の記憶を抹消していくメモリーポリスがモデルになっていると思われる。劇中では憐がナンパの話題に使用する程度にはメジャーな存在となっており、当のメモリーポリスにとっても任務の障害となっているという。
- 元ネタはオーストラリアに棲息するとされるUMA、バニップ（バンニップと発音されることもある）。

プロメテウス・プロジェクト
TLT北米本部の極秘組織である寄宿制の学校アカデミーが推進した極秘計画。優秀な超能力者の遺伝子のみを掛け合わせて人工的にデザイナー・チャイルドの天才児を産み出した。千樹憐や吉良沢優は、このプロジェクトによって誕生した「プロメテの子」である。表向きは遺伝子操作で天才児を造る計画だったが、真の目的は来訪者からより正確な情報を引き出すことが可能な完璧な超能力者・コンタクティを生み出すことだった。プロメテの子に親はいないこともあって、プロメテの子同士の絆は強く、憐によると、プロメテの子を育てた「ホーム」の親たちも本当の親のように優しく、そのため、憐は短命の自分のせいで皆が苦しむ姿を見るのが辛くなって家出した。
後に憐の遺伝子に予想外の欠陥が発生したことと、期待していた完全なる能力の発現が得られなかったことにより、本計画は中止となった。
新宿大災害
5年前、新宿に小隕石の一部が落下したことで生じた大災害で670名もの行方不明者を出した。松永要一郎の妻もこの災害で亡くなっている。実は隕石による被害ではなく、地球に出現した最初のスペースビーストことザ・ワンによる被害とウルトラマン・ザ・ネクストとの戦闘により生じたものだった。事件後、ビーストの発生を抑えるためにTLTはレーテと情報操作で隠蔽し、表向きは隕石による災害とした。
来訪者
20年前、地球に飛来した、地球から2万8000光年彼方にあるM80さそり座球状星団にある惑星に高度な文明を築いた異星人のことをこう呼ぶ。不定形の知的生命体で、一形態としてクラゲのような形へとなる。
地球よりも遙かに発達した文明レベルを持ち、かつてスペースビーストの脅威に晒されていた自分たちの母星が光の巨人（ウルトラマンノア）に救われたことから、巨人の力を模した対ビースト用最終兵器「ウルティノイド・ザギ」（ダークザギ）を生みだしたが、皮肉にもそのザギが歪んだ自我に目覚めたことにより、スペースビーストが増殖・進化を起こし、暴走。それによって母星が滅ぼされてしまった。
ザギとビーストを阻止すべく自分たちの母星を超新星化させて爆破したことが、それがM80さそり座球状星団の超新星爆発の真相となっている。地球人が知ったビーストの詳細や、オプチカモフラージュ、チェスターといった兵器開発技術も来訪者たちの提供によるものである。
その後、光量子情報体となって宇宙へと四散し、その一部がレーテ維持のためにχニュートリノ・ラボラトリーの巨大水槽の底へと辿り着いた。だが、青葉ニュータウン一帯での大規模な記憶消去によって衰弱し、そしてダークザギの復活によるビースト大量発生によって記憶消去能力も失うだけではなく、ザギ復活による絶望によって全て死滅してしまい、結果としてレーテがその制御を失った。
来訪者の死滅を知った松永もまた、絶望のどん底へと叩き落とされ、衝撃のあまり、「地球は来訪者の星と同じ運命を辿る･････」と呟いた。
ポテンシャルバリア
レーテによって地球全域に展開される特殊シールド。スペースビーストの出現を抑制して市街に発生させないようにするための手段であり、レーテを守る最後の防壁でもある反面、χニュートリノに含まれているビースト因子の影響によって、約5年で崩壊する危険性がある。
物語初頭はそのため、市街地から離れた場所でビーストの殲滅が可能で、アンノウンハンドも最初のうちはレーテの侵入も出来なかったが、後半にはその力が弱まっていき、ビーストが次第に市街地にも姿を現すようになり、遂にはアンノウンハンドによってレーテのバリアも突破されてしまった。
χニュートリノ
特殊な素粒子・ニュートリノの未発見であった第4のフレーバー。他のフレーバーとは異なり、異常に重く、ビースト因子を含んでおり、他の物質に影響を与えてスペースビーストを発生させる危険性を孕んでいる。
他の粒子と衝突・崩壊することで発生するχ粒子（＝ビースト振動波）が、スペースビーストのエネルギーとなっているため、崩壊を鈍化させるか、その連鎖を止めれば弱体化することが可能。
なお、フォートレスフリーダムの下層部にはχニュートリノを観測するχニュートリノ・ラボラトリーが存在し、観測用の巨大水槽の底にはクラゲのような姿となった来訪者が棲息している。
レーテ
来訪者たちが開発した、ウルトラマンのエナジーコアを模した大型記憶消去装置。別名：忘却の海。
5年前に世界中の人々から映画『ULTRAMAN』での出来事に関する記憶を消した後、 TLT-J のセクションゼロに保管されていた。
起動すると来訪者たちのエネルギーを消耗する。保管中、老朽化によって封印されていた恐怖が漏れ出し、それが周囲にビーストを生み出す原因を作っていた。
青葉ニュータウンでの戦いで3万人の人間たちがビーストの存在を認知してしまったため、Final Episodeで使用されそうになるが、来訪者たちの力が弱ったことでダークザギの復活に利用された後に破壊され、スペースビーストが公に出現するようになったものの、レーテを失っても地球人はその災厄に恐れずに立ち向かっていくラストで締められた。
- 造形物は映画『ウルトラマンティガ&ウルトラマンダイナ 光の星の戦士たち』に登場した、専用種子船・モネラシードの改造。

ダークルシフェル
第3の闇の巨人として登場予定だったキャラクターだが、放映短縮のため未登場（デザイン画は存在）。当初の予定では石堀が変身することが検討されていた。
首の左右にダークファウストとダークメフィストの面が配置され、全身にザ・ワンの要素を大量に配した「怪獣型ウルトラマン」となっており、他の闇の巨人と異なり青い瞳を持つ。一部のデザインが後のウルトラマンヒカリなどにも流用されているとあるが、そちらのルシフェルは没デザインに存在した「ヒーロー型」のルシフェルのもの。
小説『再臨 -ドリームス-』では孤門と凪の前に現れた黒服の男が変身した。
- 映画『ウルトラマンサーガ』では黒幕としての登場が初期プロットで検討されていた。

## キャスト

### レギュラー・準レギュラー
- 孤門一輝：川久保拓司
- 姫矢准：桐島優介
- 千樹憐：内山眞人
- 西条凪：佐藤康恵
- 和倉英輔：石橋保
- 平木詩織：五藤圭子
- 石堀光彦：加藤厚成
- 吉良沢優：田中伸彦
- 松永要一郎：堀内正美
- 斎田リコ：中丸シオン
- 溝呂木眞也：俊藤光利
- 首藤沙耶：日高ひとみ
- 野々宮瑞生：宮下ともみ
- セラ：田中舞
- 根来甚蔵：大河内浩
- 佐久田恵：川嶋朋子
- 三沢広之：竹内義人[注 18]
- 針巣直市：きくち英一
- 尾白高志：鈴木圭[注 18]
- 東郷：佐原健二
- 海本隼人：北岡久貴
- TLT-J幹部：本田清澄（小柳）、鹿出俊之輔（相馬）
- MP：コンタ[注 18]、吉成俊昭[注 18]
- INNアナウンサー：小林千佳
- 孤門一輝（少年時代）：田中友也
- 西条凪（少女時代）：中原知南

### ゲスト出演者
括弧内は登場した回。
- 深見分隊長：麻生潤也（Episode.01）
- レスキュー隊員：足立学、堀口たかよし（Episode.01）
- 井畑正：大竹浩一（Episode.01）
- トラック運転手：河田啓悟（Episode.01）
- バスの乗客：原武昭彦（Episode.01）
- アナウンサー：吉川まりな（Episode.01）
- 防護服の男：今村公一、川倉けいぞう、横田エイジ（Episode.01・21・22）
- 松永の部下：市川寿充、宇賀神明広（Episode.01）
- ビール工場従業員：顔田顔彦（Episode02・03）、少路勇介（佐藤）（Episode.02）
- 警備員：辻本晃良（Episode.02・03）
- VASアナウンサー：菊地一浩（Episode.02）
- ヘドレオンに喰われる若者：前田益弘、山形裕平（Episode.02）
- ペドレオンに襲われた若者（女）：酒井亜美（Episode.02）
- アナウンサー：吉田浩二（Episode.03・7・17）
- 目撃者の男：薬師寺順（Episode.03）
- 被害者：佐藤祐一（Episode.03）
- 自動車の若者：杉顕志郎、比企しのぶ、三戸部貴彦（Episode.03）
- 警官：牟田浩二（Episode.04）
- 斎田：山口眞司（Episode.04・11・12）
- 斎田典子：元井須美子（Episode.04・11・12）
- 斎田隆：水野真吾（Episode.04・11・12）
- 警官：井上智之、山﨑秀樹（Episode.05）
- 自動車のアベック：諏訪田寛幸、小笠原亜里沙（Episode.05）
- 駐車場のアベック：アミオオオスギ（Episode.05）
- 少女：光永彩奈（Episode.05）
- 警備員：恵有一（Episode.06）
- 杉山里奈：山田夏海（Episode.07・08）
- 里奈の母：大田沙也加[注 19]（Episode.07・08）
- 警官：赤間浩一、小林元樹（Episode.07）
- バクバズンに喰われる若者：大川敦司、高橋和喜（Episode.07）
- ビースト事件の遭遇者：小川隆一（Episode.08）
- 不法投棄業者：斉木隆行、新保徹夫、山崎崇史（Episode.09）
- 看護婦：松本明子（Episode.10）
- おっさん：阿部能丸（Episode.12）
- 山邑薫：中野勇士（Episode.13・14・29）
- 山邑理子：小池彩夢（Episode.13・14・29）
- 山邑博：飛鳥信（Episode.13・14・29）
- 山邑涼子：岡本さと子（Episode.13・14・29）
- ビーストヒューマン：猪川大輔、金澤ゆかり、櫻井暦、下川真矢（Episode.17）
- 保呂草：林泰文（Episode.19・20）
- 潤平：片山雅彦（Episode.19・20）
- 七夏：吉井怜（Episode.19・20）
- 大学生：大野俊亮（Episode.19）
- 山田太一郎：斉藤暁（Episode.21 - 23）
- 青野康：佐藤亮太（Episode.21 - 23）
- 広川武雄：野仲功（Episode.21 - 23）
- TLT医師：藤田宗久、石井英明（Episode.21・22・35）
- 毎朝スポーツ編集長：田村三郎（Episode.21・22）
- MP：関根裕介、依田真一（Episode.21）
- 修理工：江藤大我、中山圭大（Episode.22）
- 作業員：藤田信宏、伊藤孔一、鈴木佑治、黒木誉士（Episode.22・23）
- 作業員：阿部満、中村龍介（Episode.22）
- 遊園地の客：斎藤夏子、吉川まりな（Episode.26）
- 作業員：石村浩平（Episode.26）
- くまさんカステラを注文した女の子：渡邉ひかる[注 20]（Episode.26）
- 天体観測していた男：佐々木俊男、松本誠（Episode.28）
- 山邑理美：田島穂奈美（Episode.29）
- キャンパーの若者：大堀賢治[注 21]（Episode.29）
- TLT隊員：荒井仁明、猪川大輔、柏谷佳五、加藤尚之、狩谷守、谷口洋行、外島孝一、永田朋裕、樋口玲（Episode.32）
- 松永葉月：杉咲侑果（Episode.33・34）
- 水原沙羅：遠山景織子（Episode.33・34）
- 群衆：鎌田直、北村隆幸（Episode.33）
- 松永の妻：真山あかね（Episode.33）
- 子供：醍醐侃幸（Episode.33）
- 真木舜一（沙羅の回想）：別所哲也（Episode.34）
- TLT女性職員：大谷美貴（Final Episode）
- 少年時代の海本：松川真之介（Final Episode)
- 少年：村石麿由登（Final Episode）
- 群衆：小中和哉（Final Episode）[注 22]
- 高槻茂樹：影丸茂樹（Episode.EX）
- 表秋子：宮本えりか（Episode.EX）
- 掃除のおばさん：松美里杷（Episode.EX）

### 声の出演
- ウルトラマンネクサス・ウルトラマンノア：増谷康紀
- ダークファウスト：稲田徹
- TLTアナウンス：寺瀬今日子
- 孤門一輝の母：多岐川まり子（Episode.13）
- アナウンサー：二又一成（Episode.26）
- 怪物バンニップを噂する人々：小幡誠、國立幸、小材優貴（Episode.26）

### スーツアクター
- ウルトラマンネクサス[75][36]、ウルトラマンノア[76]：寺井大介
- ウルトラマンネクサス[36]、ダークファウスト[75]、ダークメフィスト[75][77]、ダークザギ[75][77]：岩田栄慶
- ダークファウスト[77]、ダークメフィストツヴァイ[77]：山本諭
- スペースビースト：永田朋裕、横尾和則[78]、田辺信彦、相馬絢也[78]

## スタッフ
- 監修：円谷一夫
- 製作：円谷英明（ - Episode.28）
- 製作統括：円谷昌弘（ - Episode.13）、大岡新一
- 企画：加藤直次（CBC） 、江藤直行、白石統一郎
- プロデューサー：岡﨑剛之（CBC） 、渋谷浩康（円谷プロ）、山西太平（電通）
- 製作プロデューサー：小山信行
- 音楽プロデューサー：玉川静
- 音楽：川井憲次
- シリーズ構成：長谷川圭一
- 脚本：長谷川圭一、荒木憲一、赤星政尚、村井さだゆき、太田愛
- 監督：小中和哉、根本実樹、北浦嗣巳、阿部雄一、八木毅、小原直樹
- 特技監督：菊地雄一、北浦嗣巳、小中和哉、八木毅
- CGIモーションディレクター：板野一郎
- キャラクターデザイン：丸山浩、酉澤安施
- メカニカル & アイテムデザイン：プレックス
- アイテム製作：ヒルマモデルクラフト
- 光学アニメーション：日本エフェクトセンター
- 音響効果：スワラプロダクション
- 造型：開米プロダクション
- 操演：亀甲船
- 装飾：山崎美術
- スタジオ：東宝ビルト
- 機材協力：銀座サクラヤ、松下電器産業
- 制作協力：電通
- 製作：中部日本放送、円谷プロダクション

## 放送データ
これまでのMBS（毎日放送）製作枠の平成ウルトラシリーズが放映されていた毎週土曜日18:00スタートの時間枠から、ウルトラシリーズ初の朝の時間帯での本放送となる毎週土曜日7:30スタートへと時間枠を移動しての放送となり、今までのMBS（毎日放送）製作枠からCBC（中部日本放送）製作枠へと変更された。

## 放映リスト
- 各ビーストの詳細は「スペースビースト」を参照。
- 視聴率はビデオリサーチ調べ（関東地区）[79]
- Episode.09からは次回予告の前に吉良沢優が作中用語の解説を行うミニコーナー「ネクサスシークレットファイル」が設けられ、それに伴い次回予告がそれまでの30秒から15秒に短縮された。このコーナーはEpisode.28をもって終了し、Episode.29からは後番組『ウルトラマンマックス』の予告が行われた。

| 話数 （Episode.） | 放送日          | サブタイトル                        | 登場スペースビースト                                     | 闇の巨人・宇宙人                                  | 脚本         | 特技監督 | 監督     | 視聴率 |
| ----------------- | --------------- | ----------------------------------- | -------------------------------------------------------- | ------------------------------------------------- | ------------ | -------- | -------- | ------ |
| 第1話             | 2004年 10月02日 | 夜襲 -ナイトレイド-                 | ペドレオン（クライン）                                   | -                                                 | 長谷川圭一   | 菊地雄一 | 小中和哉 | 5.2%   |
| 第2話             | 10月09日        | 異生獣 -スペースビースト-           | ペドレオン（グロース）                                   | -                                                 | 長谷川圭一   | 菊地雄一 | 小中和哉 | 2.6%   |
| 第3話             | 10月16日        | 巨人 -ウルトラマン-                 | ペドレオン （クライン、グロース、フリーゲン）            | -                                                 | 長谷川圭一   | 菊地雄一 | 根本実樹 | 4.3%   |
| 第4話             | 10月23日        | 亜空間 -メタフィールド-             | ペドレオン （クライン、グロース、フリーゲン）            | -                                                 | 長谷川圭一   | 菊地雄一 | 根本実樹 | 2.5%   |
| 第5話             | 10月30日        | 適能者 -デュナミスト-               | - ビーセクタ - バグバズン                                | -                                                 | 荒木憲一     | 北浦嗣巳 | 北浦嗣巳 | 3.3%   |
| 第6話             | 11月06日        | 遺跡 -レリック-                     | - バグバズン - ガルベロス                                | -                                                 | 荒木憲一     | 北浦嗣巳 | 北浦嗣巳 | 2.1%   |
| 第7話             | 11月13日        | 魔人 -ファウスト-                   | バグバズン                                               | ダークファウスト                                  | 長谷川圭一   | 北浦嗣巳 | 根本実樹 | 2.9%   |
| 第8話             | 11月20日        | M・P -メモリーポリス-               | バグバズン                                               | ダークファウスト                                  | 長谷川圭一   | 北浦嗣巳 | 根本実樹 | 2.4%   |
| 第9話             | 11月27日        | 警告 -ワーニング-                   | ラフレイア                                               | ダークファウスト                                  | 赤星政尚     | 菊地雄一 | 阿部雄一 | 2.8%   |
| 第10話            | 12月04日        | 突入 -ストライク・フォーメーション- | ラフレイア                                               | ダークファウスト                                  | 赤星政尚     | 菊地雄一 | 阿部雄一 | 2.7%   |
| 第11話            | 12月11日        | 人形 -マリオネット-                 | ノスフェル                                               | ダークファウスト                                  | 長谷川圭一   | 小中和哉 | 小中和哉 | 3.1%   |
| 第12話            | 12月18日        | 別離 -ロスト・ソウル-               | - ペドレオン（孤門の幻覚） - ノスフェル                  | ダークファウスト                                  | 長谷川圭一   | 小中和哉 | 小中和哉 | 2.8%   |
| 第13話            | 12月25日        | 予知者 -イラストレーター-           | ノスフェル                                               | -                                                 | 村井さだゆき | 菊地雄一 | 根本実樹 | 2.2%   |
| 第14話            | 2005年 01月08日 | 悪魔 -メフィスト-                   | ノスフェル                                               | ダークメフィスト                                  | 村井さだゆき | 菊地雄一 | 根本実樹 | 2.7%   |
| 第15話            | 1月15日         | 悪夢 -ナイトメア-                   | ノスフェル                                               | ダークメフィスト                                  | 荒木憲一     | 北浦嗣巳 | 北浦嗣巳 | 2.5%   |
| 第16話            | 1月22日         | 迷路 -ラビリンス-                   | ノスフェル                                               | ダークメフィスト                                  | 荒木憲一     | 北浦嗣巳 | 北浦嗣巳 | 1.7%   |
| 第17話            | 1月29日         | 闇 -ダークネス-                     | ガルベロス                                               | ダークメフィスト                                  | 長谷川圭一   | 八木毅   | 八木毅   | 2.1%   |
| 第18話            | 2月05日         | 黙示録 -アポカリプス-               | - ガルベロス - アラクネア - フログロス                   | ダークメフィスト                                  | 長谷川圭一   | 八木毅   | 八木毅   | 2.4%   |
| 第19話            | 2月12日         | 要撃戦 -クロスフェーズ・トラップ-   | ゴルゴレム                                               | -                                                 | 赤星政尚     | 菊地雄一 | 阿部雄一 | 2.1%   |
| 第20話            | 2月19日         | 追撃 -クロムチェスターδ-            | ゴルゴレム                                               | -                                                 | 赤星政尚     | 菊地雄一 | 阿部雄一 | 3.2%   |
| 第21話            | 2月26日         | 受難 -サクリファイス-               | ゴルゴレム                                               | -                                                 | 村井さだゆき | 菊地雄一 | 根本実樹 | 3.6%   |
| 第22話            | 3月05日         | 安息 -キュア-                       | クトゥーラ                                               | -                                                 | 村井さだゆき | 菊地雄一 | 根本実樹 | 3.3%   |
| 第23話            | 3月12日         | 宿命 -サティスファクション-         | クトゥーラ                                               | -                                                 | 長谷川圭一   | 北浦嗣巳 | 北浦嗣巳 | 2.2%   |
| 第24話            | 3月19日         | 英雄 -ヒーロー-                     | クトゥーラ                                               | ダークメフィスト                                  | 長谷川圭一   | 北浦嗣巳 | 北浦嗣巳 | 5.4%   |
| 第25話            | 3月26日         | 予兆 -プロフェシー-                 | グランテラ                                               | -                                                 | 長谷川圭一   | 北浦嗣巳 | 北浦嗣巳 | 2.5%   |
| 第26話            | 4月02日         | 憐 -ザ・サード-                     | グランテラ                                               | -                                                 | 太田愛       | 小中和哉 | 小中和哉 | 3.3%   |
| 第27話            | 4月16日         | 祈り -プレーヤー-                   | グランテラ                                               | -                                                 | 太田愛       | 小中和哉 | 小中和哉 | 3.0%   |
| 第28話            | 4月23日         | 再会 -リユニオン-                   | グランテラ                                               | -                                                 | 太田愛       | 小中和哉 | 小中和哉 | 3.2%   |
| 第29話            | 4月30日         | 幽声 -コーリング-                   | バンピーラ                                               | -                                                 | 村井さだゆき | 菊地雄一 | 根本実樹 | 4.4%   |
| 第30話            | 5月07日         | 監視者 -ウォッチャー-               | リザリアス                                               | -                                                 | 太田愛       | 八木毅   | 八木毅   | 3.5%   |
| 第31話            | 5月14日         | 鳥 -バード-                         | リザリアスグローラー                                     | -                                                 | 太田愛       | 八木毅   | 八木毅   | 3.6%   |
| 第32話            | 5月21日         | 影 -アンノウンハンド-               | -                                                        | - ダークメフィスト - ダークメフィスト（ツヴァイ） | 長谷川圭一   | 菊地雄一 | 小原直樹 | 5.9%   |
| 第33話            | 5月28日         | 忘却 -A.D.2004-                     | - メガフラシ - ビースト・ザ・ワン （33話回想）           | ウルトラマン・ザ・ネクスト （回想）               | 村井さだゆき | 菊地雄一 | 北浦嗣巳 | 2.6%   |
| 第34話            | 6月04日         | 封鎖 -A.D.2009-                     | - メガフラシ - ビースト・ザ・ワン （33話回想）           | ダークザギ（ラストのみ）                          | 赤星政尚     | 菊地雄一 | 北浦嗣巳 | 2.8%   |
| 第35話            | 6月11日         | 反乱 -リボルト-                     | - メガフラシ - ガルベロス（二体目）                      | ダークザギ                                        | 太田愛       | 菊地雄一 | 阿部雄一 | 4.4%   |
| 第36話            | 6月18日         | 決戦 -フェアウェル-                 | イズマエル                                               | -                                                 | 太田愛       | 菊地雄一 | 阿部雄一 | 3.5%   |
| 最終話            | 6月25日         | 絆 -ネクサス-                       | ペドレオン（フリーゲン）（二体目）                       | - ウルトラマンノア - ダークザギ                   | 長谷川圭一   | 菊地雄一 | 阿部雄一 | 6.9%   |
| EX （第31.5話）   | 未放映          | 詩織 -ロストメモリーズ-             | - バグバズンブルード - バグバズングローラー - アラクネア | -                                                 | 赤星政尚     | 北浦嗣巳 | 北浦嗣巳 | —      |

## 主題歌・劇中音楽
主題歌CDとサウンドトラック・アルバムが異なるレコード会社から発売されたため、主題歌はサウンドトラック・アルバムに未収録。また、主題歌を全曲収録したCDは『ウルトラマンシリーズ放送開始50年 ウルトラマン主題歌大全集 1966-2016』（2016年3月2日発売、日本コロムビア）が初となる。テレビサイズは2016年現在「赤く熱い鼓動」のみがCD化されている。
括弧内は使用された回。

### オープニング主題歌
- いずれもGIZA studioより発売。
- Final Episodeのみオープニングが存在しない。

「英雄」（Episode.01 - 25・Final Episode）
作詞・作曲・編曲：徳永暁人 / 歌：doa
Final Episodeではエンディングテーマに使用され、Episode.01からの劇中の映像を振り返る形で流された。平成ウルトラシリーズでは『ウルトラマンティガ』以降、最終回EDでは従来のエンディングテーマが流されていたが、オープニングテーマが歌われたのは本作品が最初。
「青い果実」（Episode.26 - 36・Episode.EX）
作詞：吉本大樹 / 作曲・編曲：徳永暁人 / 歌：doa
作中OPでは、2番目の歌詞からアレンジしたものを使用。

### エンディング主題歌
GIZA studioより発売。
「いつも心に太陽を」（Episode.01 - 13）
作詞・作曲：三枝夕夏 / 編曲：小澤正澄 / 歌：三枝夕夏 IN db
「飛び立てない私にあなたが翼をくれた」（Episode.14 - 25）
作詞：三枝夕夏 / 作曲：大野愛果 / 編曲：小澤正澄 / 歌：三枝夕夏 IN db
「赤く熱い鼓動」（Episode.26 - 36・Episode.EX）
歌・作詞：愛内里菜 / 作曲：綿貫正顕 / 編曲：小澤正澄

### イメージソング
コロムビアミュージックエンタテインメントより発売。
「Fight the Future 〜ウルトラマンネクサスのテーマ〜」
作詞：松井五郎 / 作曲：川井憲次 / 編曲：籠島裕昌 / 歌：Project DMM
「光の絆」
作詞：KATSUMI / 作曲・編曲：大門一也 / 歌：Project DMM
「大決戦ドラマCD ウルトラヒーローVS怪獣軍団2」にのみ収録された。

### BGM
ウルトラシリーズ初担当となった川井憲次の作曲による。スピード感溢れるアクションサウンドや、暗く重厚でシリアスな楽曲は、それまでのウルトラサウンドには無かった方向性を打ち出した。
サウンドトラック盤は「VOL.1」と「VOL.2」の2枚が発売された。平成ウルトラシリーズ（テレビ）のサウンドトラックでは珍しく、全楽曲を1トラックに1曲ずつ収録する構成をとっている。いずれも川井のインタビュー映像などを収録したDVDも同梱されている。

## 映像ソフト化
- 2005年1月28日 - 10月28日にバンダイビジュアルからVHS、DVDが発売。全10巻。第8巻にはEpisode.29のディレクターズカット版、第9巻にはテレビ未放送のEpisode.EXをそれぞれ収録。他は各巻4話。DVDの急速な普及に伴い、本作品をもってVHS発売は完全終了となった。テレビシリーズでは初めてEMOTIONレーベルで発売された。
- 2008年2月22日にはテレビ本編と劇場版の内容を1時間に再編集した、「クライマックスストーリーズ ウルトラマンネクサス」が発売。ナレーションは孤門一輝役の川久保拓司が担当。
- 2012年8月24日にDVD-BOX『ウルトラマンネクサス TV COMPLETE DVD-BOX』が発売された[80]。

## 漫画
『てれびくん』2004年12月号 - 2005年8月号連載。全10話の予定であったが番組の放送短縮の関係で9話に短縮されている。作画は椎名高志。各話のページ数は11で、最終話のみ13ページ。
長らく単行本化がされず『絶対可憐チルドレン＜解禁＞ガイドブック＋椎名高志ワークス』に第5話が再録されるにとどまっていたが、2015年5月に描き下ろしの最終回を追加し、一部スタッフ・キャストインタビューと、『ウルトラマンネクサス』番組企画書、ある人物が光を受け継いだという設定のおまけ四コママンガなどを付録した単行本が発売された。
椎名は本作品の表現についてテレビに近い姿を再現するため「立体造形物」であることを強調しており、一般の漫画では省略される影の表現を用いて巨大感を出すことなどを意識している。一方でウルトラマンのかけ声については文字で表現することが難しいため省略している。また、作風やスタッフの意思を尊重して、例えば「掃討せよ」のような難しい言葉を「やっつけろ」という平易な言葉に置き換えるような「子供向けの手加減」はしなかったという。
「月刊11ページ連載で120分のストーリーを描かなければならない」という都合上、キャラクター、エピソード、設定の多くがカットされている。その中の一部の設定、セリフは描き下ろし最終回で回収したものの、椎名自身、「毎月『普通の漫画の演出で描きたい』と思っていた」「単行本化の際には短編エピソードを描き下ろすことを考えていた（実現はしなかったがアイデアはある）」「20巻前後で全ストーリーを網羅した完全版を描きたい」と語っている。
椎名の次回作にあたる『絶対可憐チルドレン』初期には、登場するガソリンスタンド名が「NEXUS」だったり、壮行会に参加した人物が漫画版の登場人物と同じ外見で描かれていたりする。

## 小説
『"N" THE OTHER』
長谷川圭一著。イラストは酉澤安施。『ULTRAMAN』DVD封入ブックレット掲載の短編小説。本編では描かれなかった部分を補完する。
「ACT-1 来訪者 ビジター」
1991年のアメリカ・コロラド州が舞台。山岡一の回想として、地球人と来訪者とのコンタクト経緯や海本隼人を通じて語られた来訪者の星の滅亡経緯が描かれる。
「ACT-2 深淵 アビス」
2004年の新宿が舞台。ビースト・ザ・ワンに同化された有働貴文の回想として、水原沙羅との関係やザ・ワンに襲撃された時の状況が描かれる。
「ACT-3 復活 レザレクション」
2009年のTLT北米本部が舞台。水原沙羅の回想として、『ULTRAMAN』から『ネクサス』までの空白期間が描かれる。
『再臨 -ドリームス-』
『ウルトラマンネクサス TV COMPLETE DVD-BOX』封入ブックレット掲載の1ページの短編小説。著者は長谷川圭一。
ノアとザギの戦いから3年後を舞台に、登場人物たちのその後と新たな敵ダーク・ルシフェルの出現が描かれる。

## フィギュア
2013年02月、ULTRA-ACTシリーズ（バンダイ）でジュネッスが発売され、7月にはジュネッスブルーが発売された。また、2013年12月にはダークザギ、2014年にはウルトラマンノアが魂ウェブ商店限定で発送された。

## クロスオーバー作品
『HEROES' VS』
2013年2月7日に発売されたPlayStation Portable用ソフト。ネクサスの声は一輝役の川久保拓司が担当している。また、同作に参戦している『ウルトラマンメビウス』・『ウルトラマンゼロ』と初共演となった。

## その他
- 次作『ウルトラマンマックス』第24話「狙われない街」では警察科学研究所の研究員役で堀内正美がゲスト出演しており、名札に「松永要二郎」と書かれている。堀内はDVDのメイキングで「ネクサスでは兄がお世話になりました」と笑いながらコメントしている。また、このエピソードでメトロン星人が宇宙に持って帰ろうとする地球の土産の中にジュネッスのフィギュアが含まれている。
- OP「英雄」がネクサスの曲だと知られずに流行したこともあり、円谷プロダクションのエイプリルフール企画「エムナナハチ」（mixiのパロディ）でネクサスが「英雄がネクサスの曲であることを忘れないでほしい」と発言した。
- 第2期OPの隊員紹介の映像に「銃を突きつける石堀」「倒れこむ詩織」「銃を持ったまま石堀に拳を叩き込む和倉」「ネクサス（ジュネッスブルー）の目に映るダークザギ」とFinal Episodeの内容が隠されている。
- 終盤の展開に合わせてOP映像の一部とアイキャッチが変更される予定であった。OPは登場するウルトラマンがメフィスト、ファウストに変わりダークザギとノアに変更（姫矢のジュネッスも登場しなくなる）。アイキャッチは「クロムチェスターδ」「祈るように胸に手を当てるジュネッスブルーと空を見上げるノア」「ファイティングポーズを取るノアとダークザギ」に変更される予定だった。これらはいずれも撮影は行われており素材も存在するものの、放送短縮によって未使用に終わっている。また映像ソフトなどにも収録されておらず、写真数点が書籍に掲載されているのみとなっている。
- Episode.21〜23に登場する自称UFO研究家三人組の名前、山田 太一郎（）、青野 康（）、広川 武雄（）は声優の山田康雄、青野武、広川太一郎から名付けられた。
- 『ウルトラマンメビウス&ウルトラ兄弟』では堀内正美がゲスト出演しており、携帯電話の着信音がナイトレイダーのBGMである。
- 2003年に「ウルトラマンクロス」として描かれたネクサスのベースデザインは、後にウルトラマンメビウスのデザイン原案となっている[84]。
- テレビアニメ『SSSS.DYNAZENON』第7回には海ほたるの看板にウルトラマンネクサスを彷彿とさせるロゴがある[30]。
- 劇場アニメ『グリッドマン ユニバース』では、劇中劇として本作のステージショーの映像を見るシーンがある。そこに登場するダークファウストは本編同様に稲田徹が演じている[85]。